# Olivenbaum
Der Olivenbaum (Olea europaea), von lateinisch oliva, auch Echter Ölbaum genannt, ist ein mittelgroßer, im Alter oft knorriger Baum aus der Gattung der Ölbäume (Olea), die zur Familie der Ölbaumgewächse (Oleaceae) gehört. Er wird seit dem 4. Jahrtausend v. Chr. als Nutzpflanze kultiviert.

## Beschreibung

### Habitus und Stamm
Der Olivenbaum wächst als reich verzweigter, immergrüner Baum oder Strauch und erreicht (je nach Sorte) Wuchshöhen von 10 bis zu 20 Meter. Die wilden Olivenbäume sind kleiner als die Züchtungen. Junge Zweige sind etwas kantig. Die grüngraue, glatte Rinde junger Zweige, die Blattstiele und die Blattspreite sind intensiv silber-grau oder rostfarben beschuppt, die Rinde wird im Alter zu einer rissigen Borke.
Der Olivenbaum benötigt viel Zeit zum Wachsen, kann jedoch mehrere hundert Jahre alt werden. Das älteste bekannte Exemplar in Vouves auf Kreta (Griechenland) wird auf 3500 Jahre geschätzt. Das Innere des Stammes zur genaueren Bestimmung fehlt. Als Mindestalter werden 2500 Jahre angegeben. Weitere sehr alte Olivenbäume befinden sich in Spanien: ein Exemplar in Tarragona ist über 1700 Jahre alt, ein weiterer 1200 Jahre alter Baum steht in Castellón.
Die Olivenbäume in den Olivenhainen werden zur besseren Ernte beschnitten, damit sie kleiner bleiben. Dabei gilt im Allgemeinen die Regel: je krummer und knorriger, desto besser der Ertrag.

### Wurzel
Die Entwicklung und der Wuchs der Wurzeln hängt maßgeblich von der Lockerheit des Bodens ab. Ein lockerer Boden bewirkt ein nahezu senkrechtes Wachstum bis zu 7 m in die Erde; ist der Nährboden jedoch fest und felsig, entwickeln sich die Wurzeln eher flach und bilden ein verzweigtes Netzwerk um den Stamm herum. Im Allgemeinen befinden sich die meisten Wurzeln, unabhängig von der Bodenbeschaffenheit, jedoch in etwa 1 m Tiefe. Jede Hauptwurzel der Olive kann einem bestimmten Hauptast zugeordnet werden – entfernt man diesen Ast, degeneriert im Boden der gesamte Wurzelabschnitt.

### Blatt

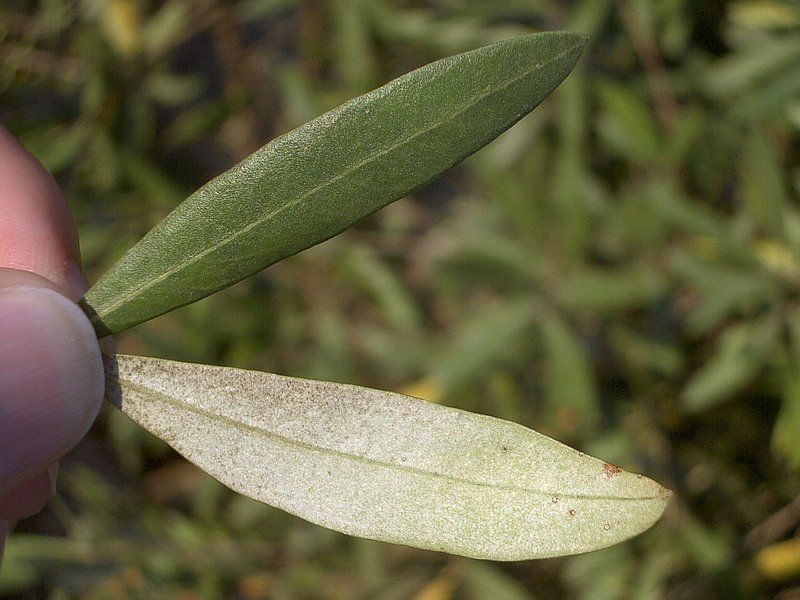
Ober- und Unterseite der Laubblätter des Europäischen Olivenbaumes.

Der Olivenbaum ist eine immergrüne Pflanze, das heißt, er verliert zu keiner Jahreszeit all sein Laub, sondern mehrere Jahre alte Blätter werden jahreszeitunabhängig abgeworfen. Die gegenständigen, kleinen Laubblätter sind in Blattstiel und Blattspreite gegliedert. Der Blattstiel ist 2 bis 5 mm lang. Die einfache, ledrige Blattspreite ist schmal lanzettlich bis elliptisch, selten schmal eiförmig, 1,5 bis 10 cm lang, 0,5 bis 2 cm breit, ganzrandig und läuft lanzettenförmig spitz nach vorne zu. Auf beiden Seiten der Mittelrippe befinden sich 5 bis 11 Hauptseitennerven. Die Blattoberseite ist graugrün. Die silbrig glänzende und grau gefärbte Blattunterseite besitzt kleine Härchen; sie sind als Sternhaare oder sternförmige Schuppenhaare ausgebildet, die die Wasserabgabe des Baumes vermindern, indem sie die Diffusion von Wasserdampf aus den Spaltöffnungen vermindern.

### Blütenstand und Blüte

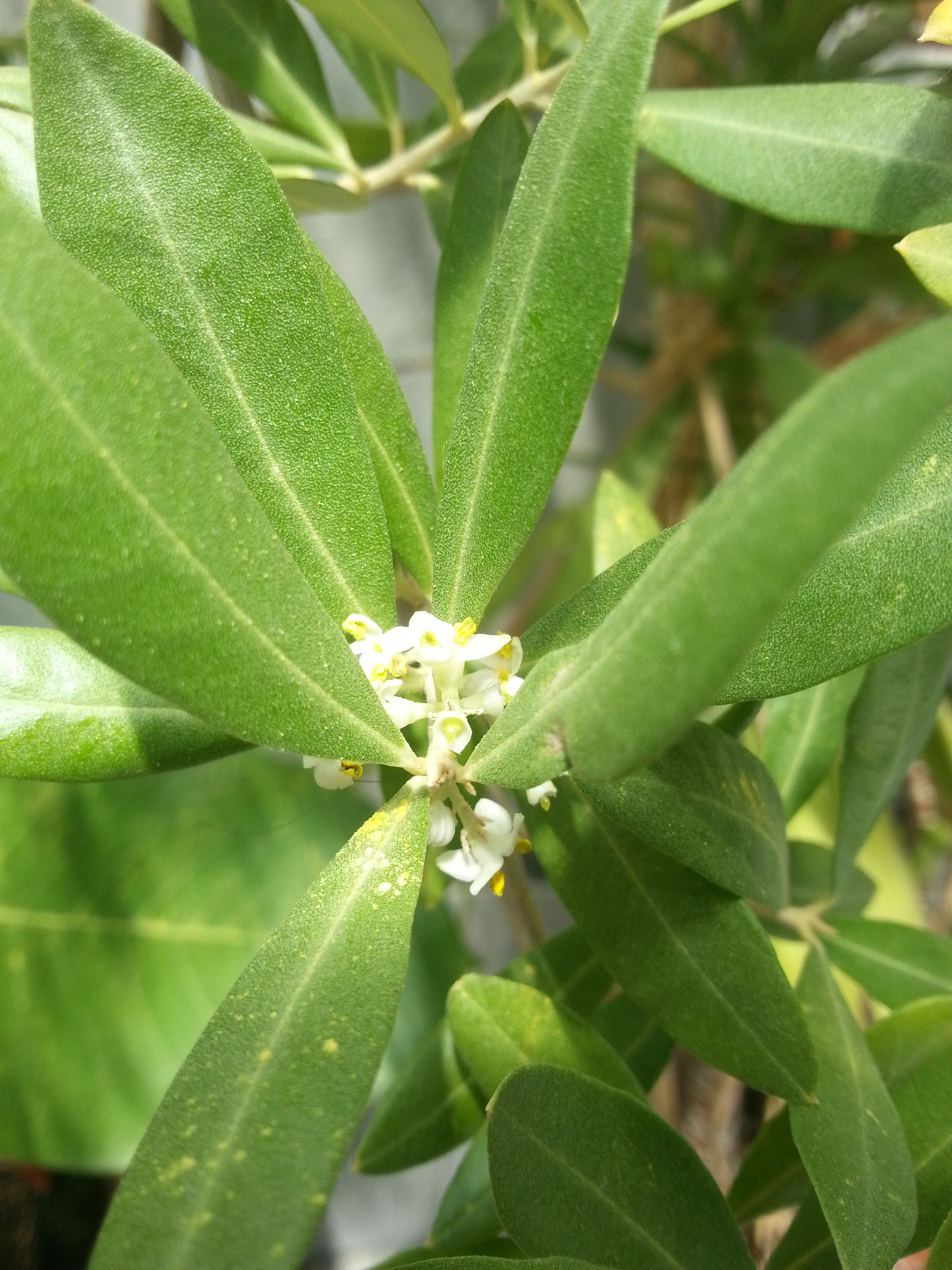
Blüten mit Blütenstaub

Abhängig vom Verbreitungsgebiet blühen Olivenbäume von Ende April bis Anfang Juni. An end- oder seitenständigen, 2 bis 4 cm langen, rispigen Blütenständen stehen zwischen 10 und 40 Blüten.
Die fast sitzenden, vierzähligen Blüten des Olivenbaumes sind zwittrig, können aber funktional eingeschlechtig sein und besitzen eine doppelte Blütenhülle (Perianth). Die vier Kelchblätter sind 1 bis 1,5 mm lang. Die vier weißen bis gelblichen, 2,5 bis 4 mm langen Kronblätter sind zu einer etwa 1 mm langen Kronröhre verwachsen, die in vier elliptisch-länglichen, involuten, 1,5 bis 3 mm langen Kronlappen endet. Jede Blüte enthält zwei Staubblätter und zwei Fruchtblätter.
Wird der Baum durch Trockenheit oder Nährstoffmangel etwa sechs Wochen vor der Blüte gestresst, verringert sich der Ertrag, weil die Blütenzahl vermindert wird und Blüten nicht zum Fruchten kommen. Die meisten Sorten sind selbstbefruchtend, wobei Fremdbestäubung meist den Ertrag steigert. Einige Sorten sind jedoch auf Fremdbestäubung angewiesen und brauchen ein genetisch verschiedenes Exemplar zur Bestäubung. Die Blüte wird über den Wind bestäubt.

### Frucht und Samen

Querschnitt eines Olivenkerns.

Es wird eine einsamige Steinfrucht, die Olive, gebildet. Die ellipsoide bis fast kugelige Steinfrucht weist eine Länge von 0,7 bis 4 cm und einen Durchmesser von 1 bis 2 cm auf. Der harte Steinkern (Putamen), der den Samen enthält, ist von weichem Fruchtfleisch umgeben. Die Farbe der unreifen Oliven ist grün, die der reifen schwarz oder violett/braun. Am ertragreichsten ist ein Olivenbaum nach etwa 20 Jahren.
Die durchschnittliche Zusammensetzung des Fruchtfleisches einer Olive besteht aus:
| in Gewichts-% | frische Oliven | grüne, milchsaure Oliven |
| ------------- | -------------- | ------------------------ |
| Wasser        | 50–70          | 61–81                    |
| Fette         | 6–30           | 9–28                     |
| red. Zucker   | 2–6            | –                        |
| Rohprotein    | 1–3            | 1–1,5                    |
| Rohfaser      | 1–4            | 1,4–2,1                  |
| Asche         | 0,6–1          | 4,2–5,5                  |

Die Olive ist eine mediterrane Steinfrucht. Sie ist wegen ihrer Bitterkeit roh nicht genießbar, aber nach mehrmaligem Einlegen in Wasser, bei dem die Bitterstoffe ausgeschwemmt werden, essbar. Echte schwarze Oliven sind ausgereifte Oliven. Oft werden jedoch grüne, mit Eisengluconat schwarz gefärbte Oliven verkauft.
90 % der Oliven werden zu Olivenöl gepresst.
Im Handel erhältlich sind Oliven auch in modifizierter Form. Üblich ist dabei die Füllung der grünen Olive (mit Paprika, Mandeln, Knoblauch) sowie das Einlegen/Marinieren der ganzen oder entkernten Früchte.
In Öl eingelegte Oliven sind ohne weitere Konservierungsstoffe bei kühler und dunkler Lagerung zumindest ein Jahr haltbar und werden auch nicht von Schädlingen befallen, was zumindest zum Teil ihre große Bedeutung für die mediterrane Küche erklärt.
Der Olivenbaum zeigt, wie andere fruchtende Bäume auch, das Phänomen der Alternanz; sein Fruchtertrag schwankt also in zweijährigem Rhythmus.

Blüten und Früchte
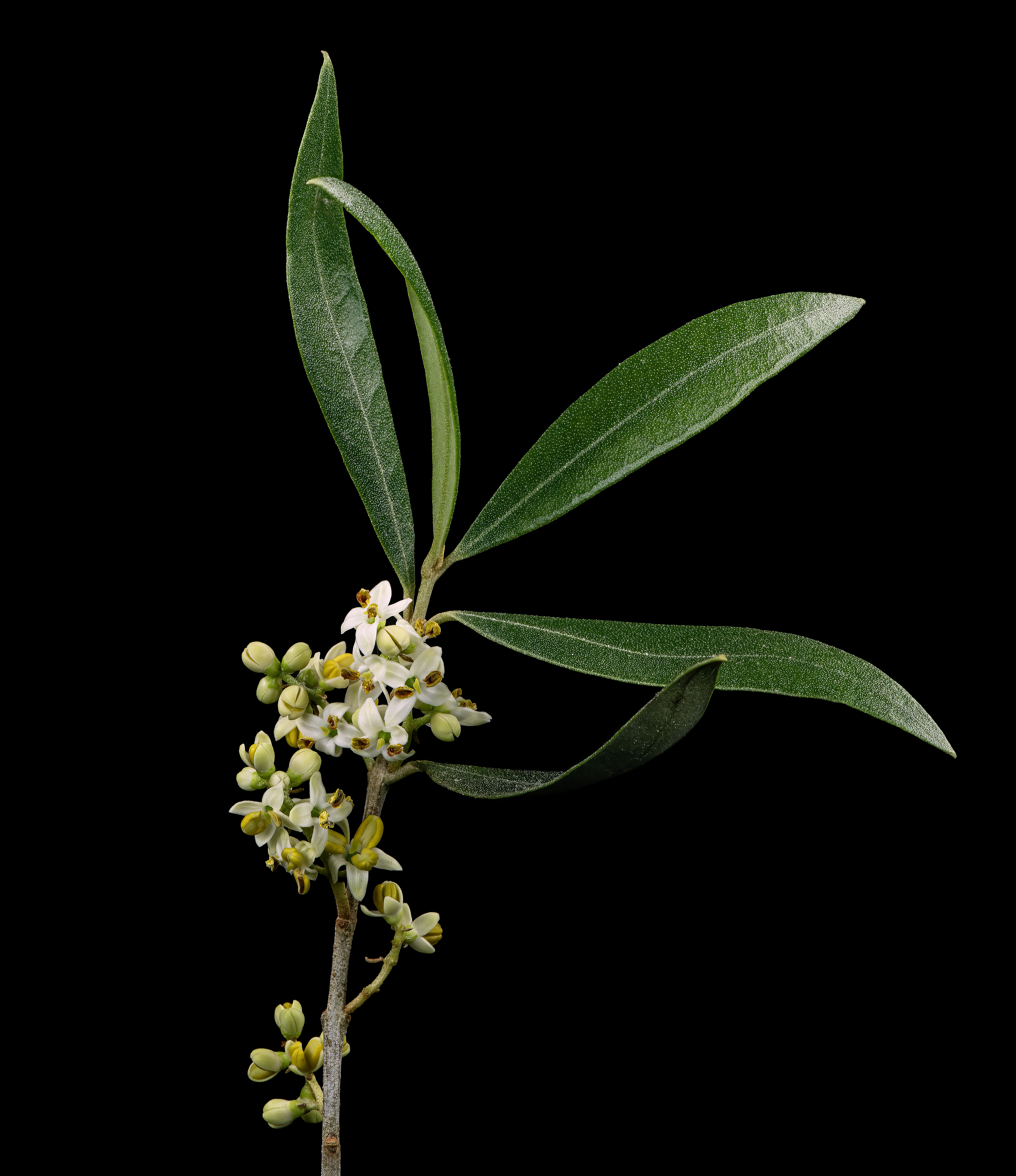
Blütenstände
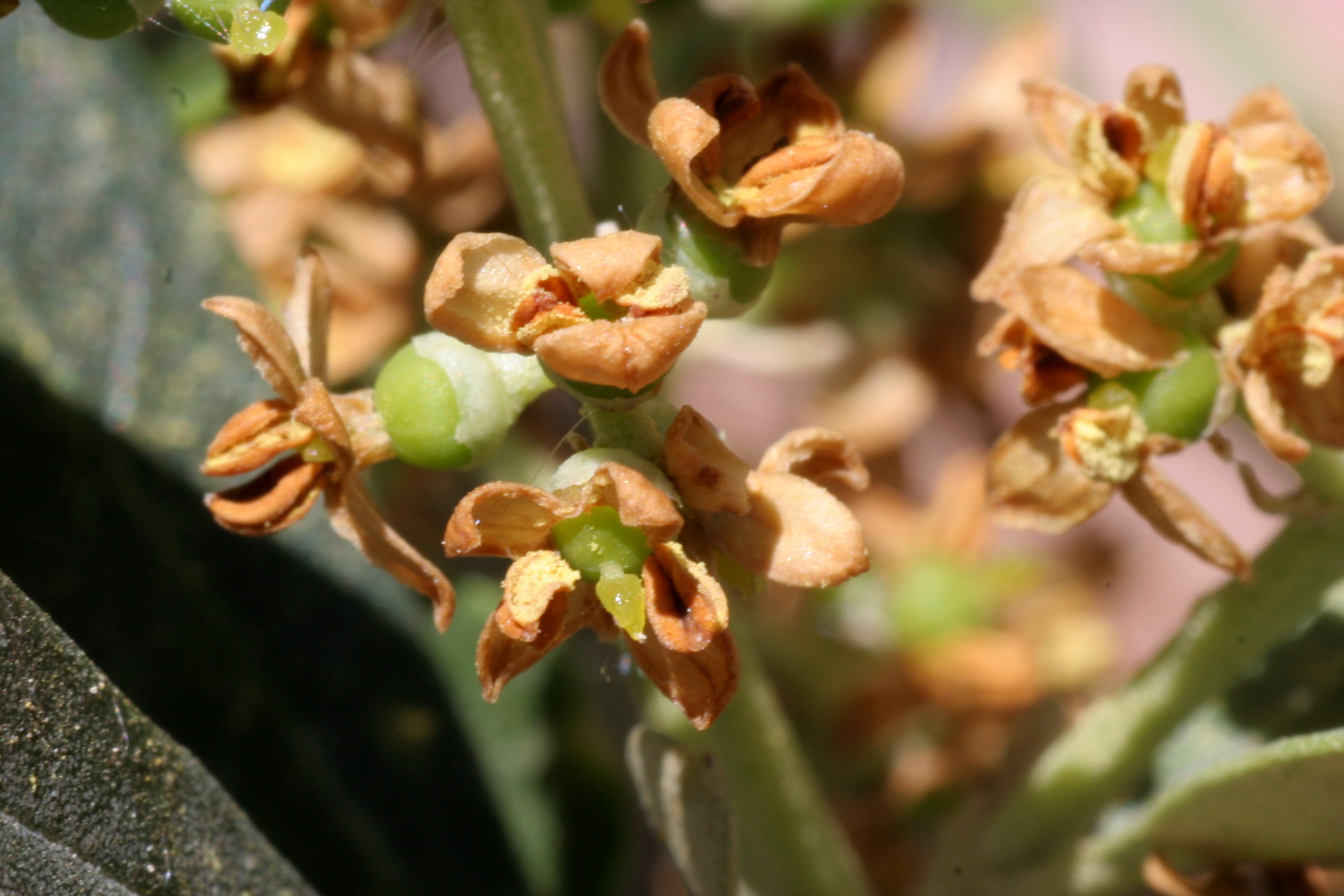
Fruchtansatz nach der Blüte
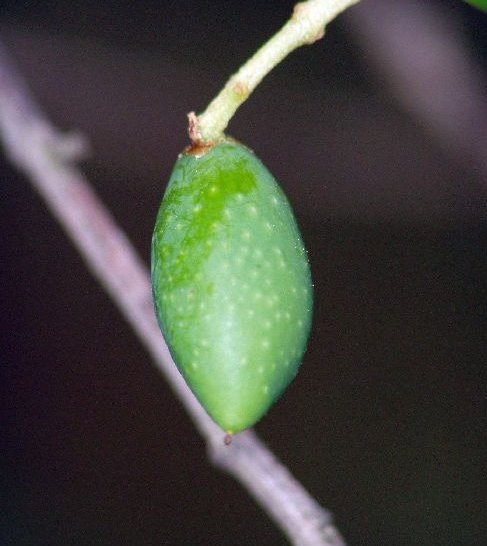
Unreife Olive
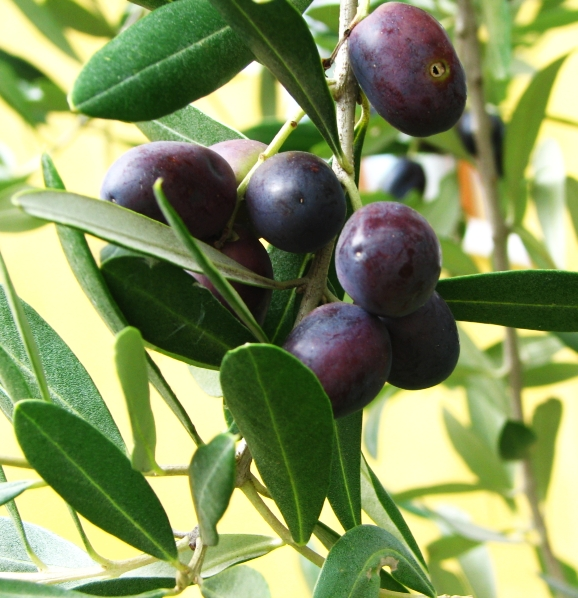
Reife Oliven am Zweig

### Chromosomenzahl
Die Chromosomenzahl beträgt 2n = 46.

## Heimat

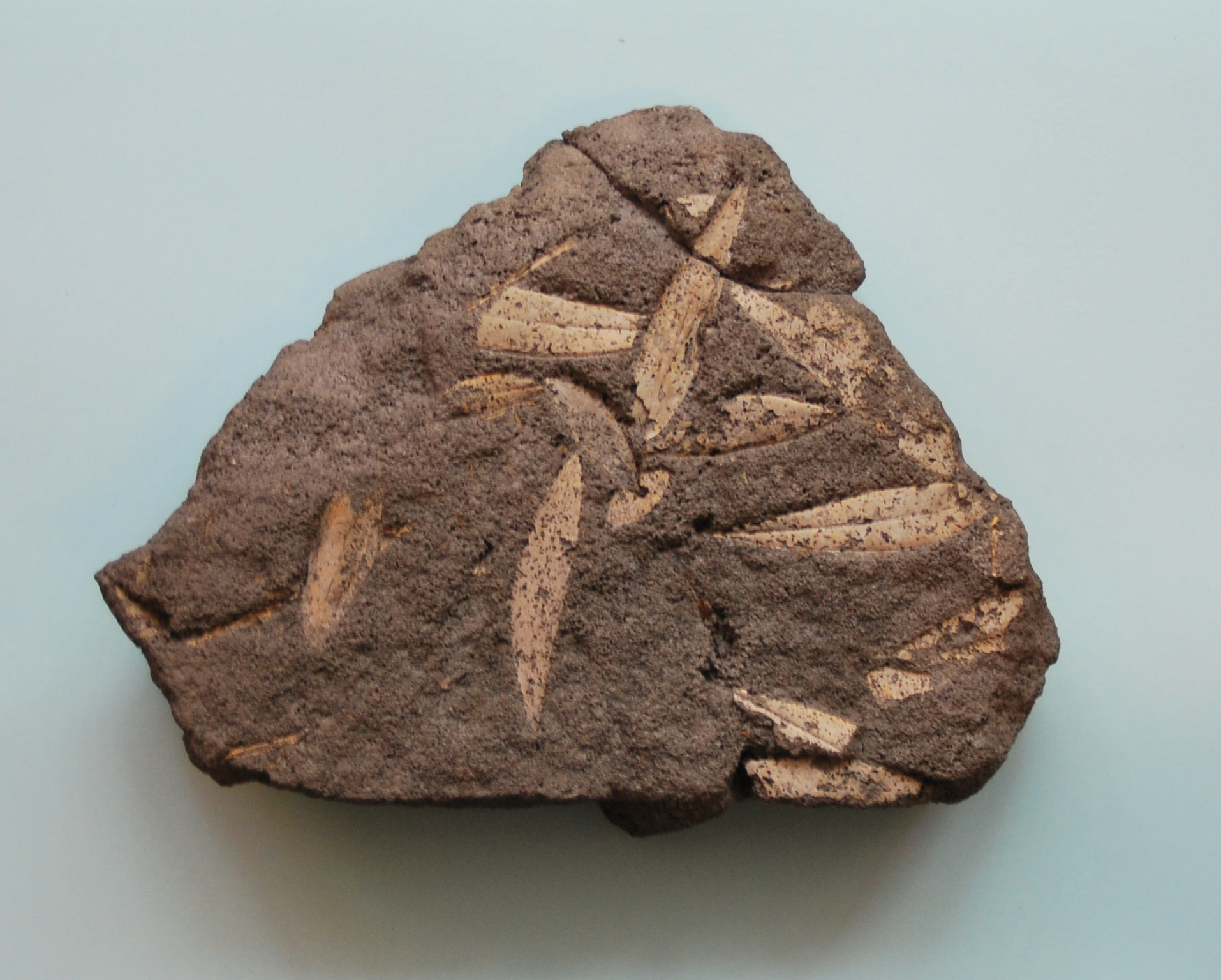
Fossile Blattabdrücke von Olea europaea aus Fira/Santorin (GR), Alter 54.000 Jahre

Die wilde Olive hat ein weit auseinanderliegendes, nicht zusammenhängendes (disjunktes) natürliches Vorkommen: Mittelmeergebiet, Naher Osten und Südafrika. Davon stark verschieden ist das Anbaugebiet der heutigen Kultursorten (siehe Anbau/Verbreitung). In der Forschung stand lange die Theorie im Raum, dass die Olive von Menschen in den Mittelmeerraum gebracht worden sei. Fossile Funde von Blattabdrücken von Olea europea auf der Insel Santorin widerlegen diese These. Die Blätter wurden von den Ascheablagerungen des Vulkans Thera bei einem Ausbruch vor 54.000 Jahren eingeschlossen.

## Ökologie
Der Olivenbaum ist ein wichtiges Element der mediterranen Vegetation und Kulturlandschaft. Der Olivenbaum gedeiht im mediterranen Klima, also bei Jahresmitteltemperaturen von 15 bis 20 °C und Jahresniederschlägen von 500 bis 700 mm am besten, mindestens sind 200 mm nötig.
Beispiele für mediterrane Pflanzengesellschaften mit Olivenbäumen:
Ägäischer Ölbaum-Pistazien-Hartlaubwald (Oleo-Ceratonion): Von der Ölbaum-Pistazien-Hartlaubwald-Formation gibt es klimaabhängige Variationen. Überall sind neben der Wildform des Ölbaums (Olea europaea var. sylvestris) aber folgende Arten vertreten: Johannisbrotbaum (Ceratonia siliqua), Wilde Pistazie (Pistacia lentiscus). Die Pflanzengesellschaften dieses Verbandes besiedeln meist den Küstenbereich und kommen nur bis in eine Höhenlage von etwa 200 m NN auf tiefgründigen Böden und bei einem subhumiden Klima vor. In Lagen mit Luveffekten werden diese Waldgesellschaften jedoch schon ab 100 m NN von Quercus pubescens verdrängt.
Auch in der Türkei ist der Olivenbaum (Olea europaea) Bestandteil des Hartlaubwaldes der Tiefenlagen, weitere wichtige Arten sind Stein-Eiche (Quercus ilex), Kermes-Eiche (Quercus coccifera), Johannisbrotbaum (Ceratonia siliqua) und Pinus brutia (Kalabrische Kiefer).

## Systematik
Die Erstveröffentlichung des Artnamens Olea europaea erfolgte 1753 durch Carl von Linné.
Von der Art Olea europaea unterscheidet man mehrere Unterarten:

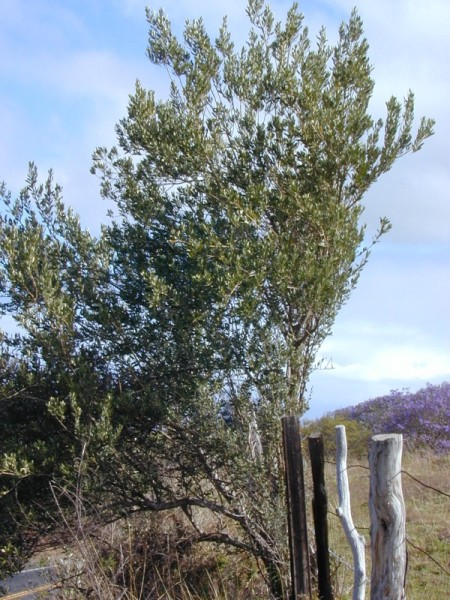
Olea europaea subsp. europaea

- Olea europaea L. subsp. europaea: Heimat des Echten Olivenbaumes, auch Europäischer Olivenbaum genannt, ist der gesamte Mittelmeerraum und die Kanaren. Mit dieser Unterart beschäftigt sich der restliche Teil des Artikels, es ist der Olivenbaum im engeren Sinn. Aus dieser Unterart wurden alle Olivenbaumsorten gezüchtet.
  - Olea europaea L. subsp. europaea var. europaea: die Kultursorten des Olivenbaums
  - Olea europaea L. subsp. europaea var. sylvestris (Mill.) Lehr (Syn.: Olea oleaster Hoffmans. & Link): die Wildform, charakterisiert durch oft strauchförmigen Wuchs, etwas breitere Blätter und kleinere Früchte.[8]
- Olea europaea subsp. africana (Mill.) P.S.Green (Syn.: Olea africana Mill., Olea chrysophylla Lam.) kommt ursprünglich im Jemen und im Gebel-Elba-Gebiet im äußersten Süden Ägyptens vor. Es ist ein 9 bis 12 m hoher immergrüner Baum, der heute in Afrika, Madagaskar, Arabien, Indien bis China verbreitet ist. Die süßen bis sauren Früchte sind beliebt bei Mensch und Tier. Von den Blättern kann man einen Tee machen, und aus den Früchten wird eine Tinte hergestellt. Das harte, schön goldbraune Holz wird verwendet zur Herstellung von Möbeln und Kunstgegenständen. In der Volksheilkunde gewinnt man von dem Baum Augentropfen und ein Mittel gegen Nierenleiden. Die Früchte wurden früher gegen Durchfall verwendet. Der Anbau ist auch in sehr trockenen Gebieten möglich.[9]
- Olea europaea subsp. cerasiformis G.Kunkel & Sunding: Sie kommt nur auf Madeira vor.[10]

Olea europaea subsp. guanchica

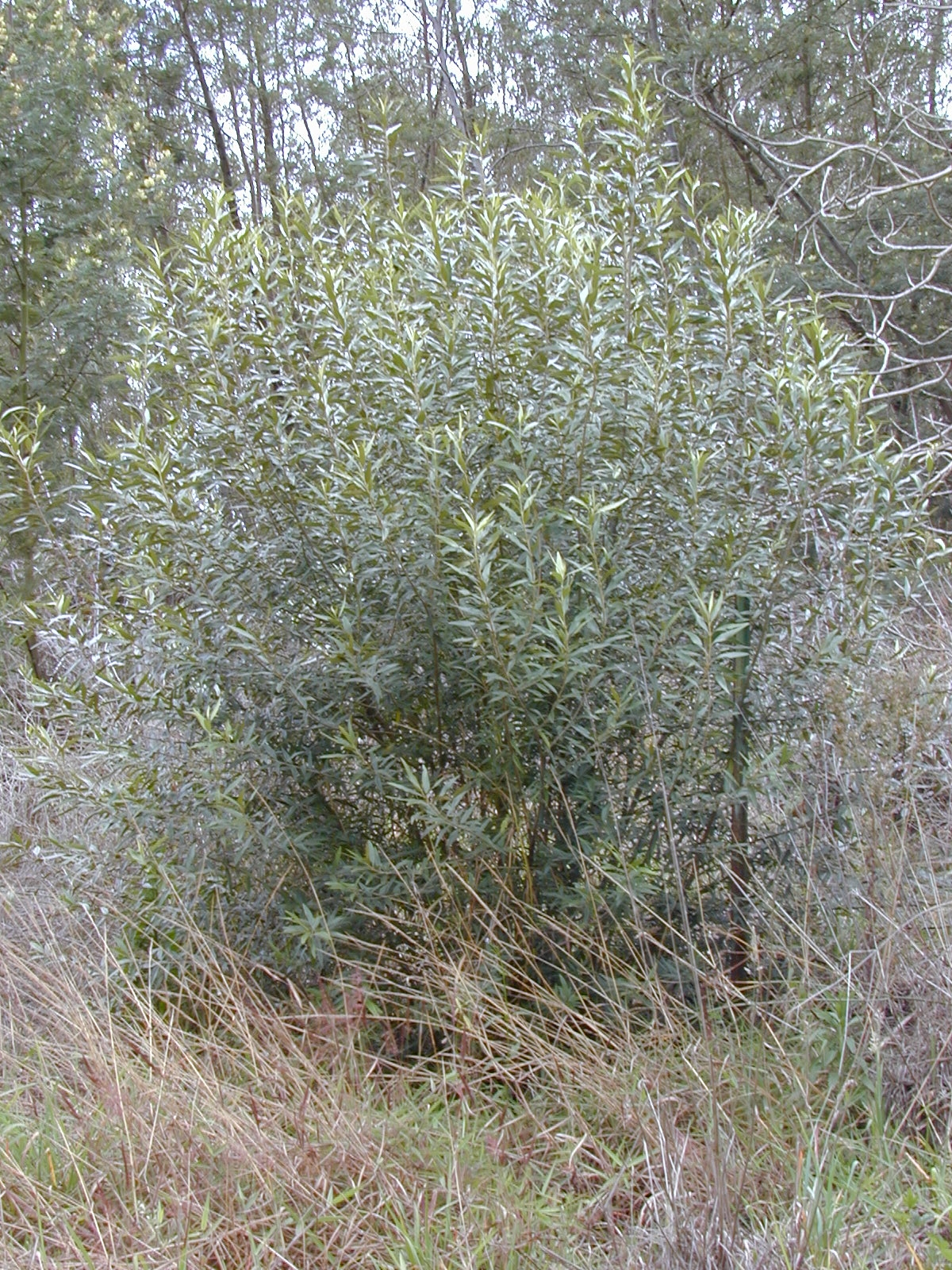
Olea europaea subsp. cuspidata

- Olea europaea subsp. cuspidata (Wallich ex G.Don) Ciferri: Sie ist  kleinfruchtig und hat eine rostbraune Blattunterseite. Sie kommt von Eritrea bis in südliche Afrika vor, von der Arabischen Halbinsel bis Yunnan und auf dem Maskarenen.[10]
- Olea europaea subsp. guanchica P.Vargas: Beheimatet auf den Kanaren.[10]
- Olea europaea subsp. laperrinei (Batt. & Trab.) Cif.: Sie kommt vor in der Sahara in Algerien, im Sudan und im Niger.[11][10]
- Olea europaea subsp. maroccana (Greuter & Burdet) P.Vargas: Beheimatet in Marokko.[10]

## Anbau

### Verbreitung

Verbreitungsgebiet Legende der Unterarten Olea europaea subsp. europaea.
Olea europaea subsp. laperrinei.
Olea europaea subsp. cerasiformis.
Olea europaea subsp. guanchica.
Olea europaea subsp. maroccana.
▲Eingeführt und eingebürgert (synanthropisch).

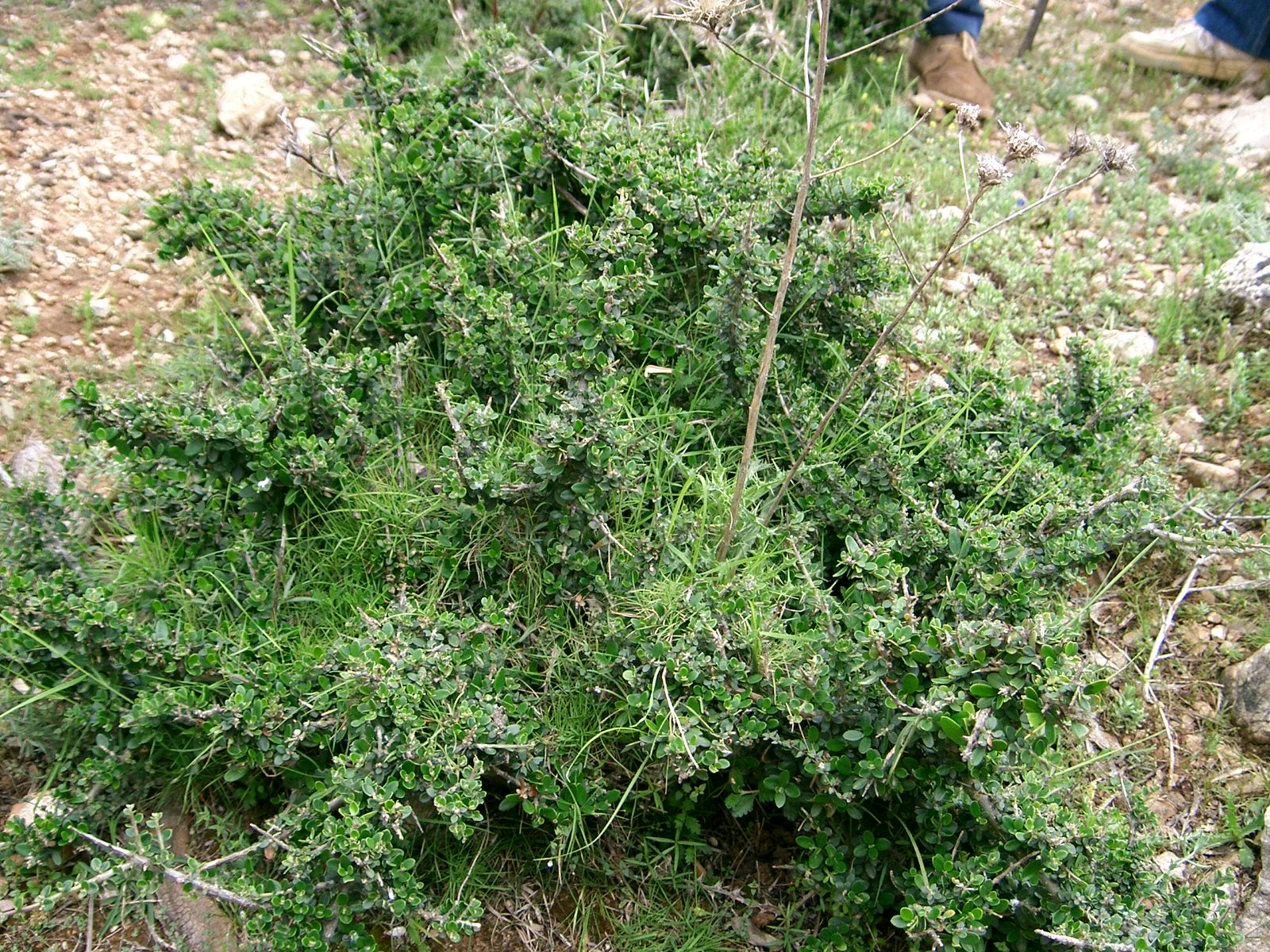
Olea europaea var. sylvestris auf Mallorca

Der Olivenbaum wächst in allen Gebieten um das Mittelmeer und zum Teil auch um das Schwarze Meer, d. h. in Gebieten, die keine extremen Klimabedingungen aufweisen. Er kann hohe Hitze ertragen, leidet aber leicht durch Frost in kalten Wintern, wodurch nicht nur die Ernte einzelner Jahre, sondern der Bestand ganzer Plantagen bedroht ist. Er gilt als Charakterpflanze der mediterranen Pflanzenwelt und weist die Gebiete, in denen er gedeiht, als Gebiete mit mediterranem oder Mittelmeerklima aus. Kultiviert kommt er in Südtirol und im Tessin bis in etwa 600 Meter Meereshöhe vor. In Marokko kommt er sogar bis 1500 Meter Meereshöhe vor.
Die ökologischen Zeigerwerte nach Landolt et al. 2010 sind in der Schweiz: Feuchtezahl F = 2 (mäßig trocken), Lichtzahl L = 4 (hell), Reaktionszahl R = 3 (schwach sauer bis neutral), Temperaturzahl T = 5 (sehr warm-kollin), Nährstoffzahl N = 2 (nährstoffarm), Kontinentalitätszahl K = 1 (ozeanisch).

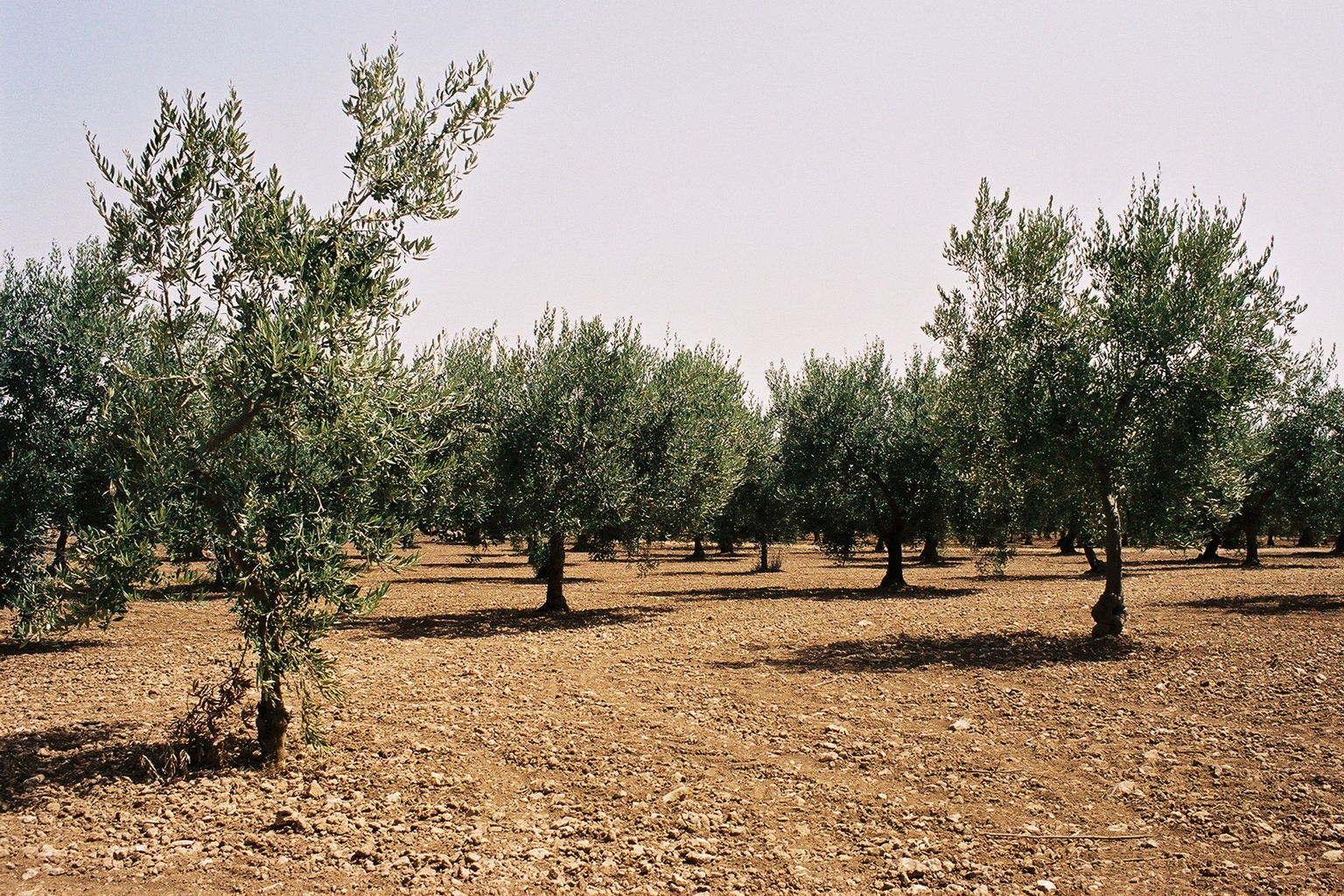
Olivenhain auf Sizilien

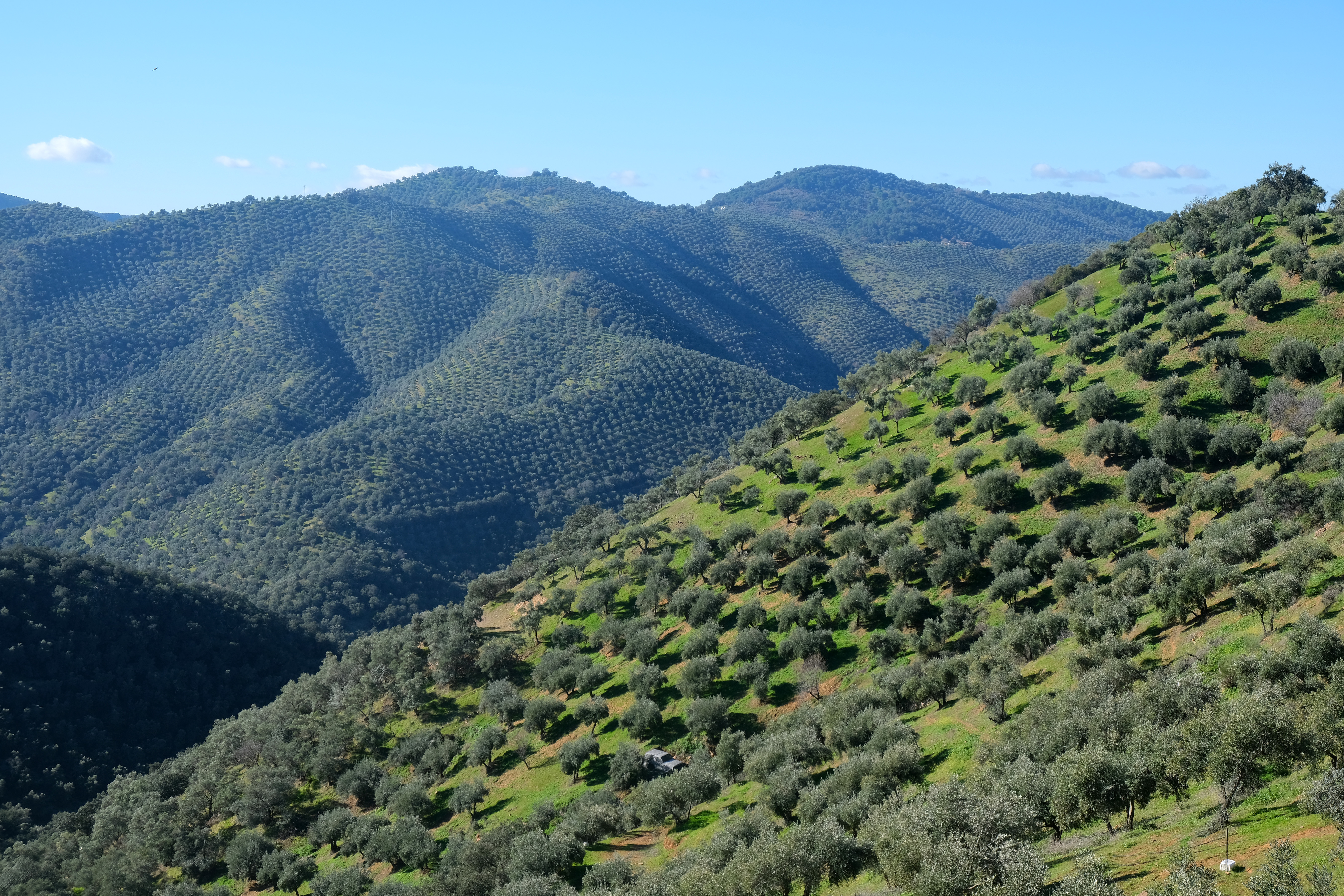
Olivenanbau bei Villaharta in Spanien

Es wurde immer wieder versucht, das Anbaugebiet des Olivenbaums nach Norden und in rauere Gebiete zu erweitern. Diese oft über Jahrzehnte oder sogar Jahrhunderte erfolgreichen Versuche schlugen letztendlich aber immer wieder fehl, das letzte Mal im Februar 1956, als ein Kälteeinbruch aus Osteuropa Millionen von Olivenbäumen in Südfrankreich, Italien und Spanien vernichtete. Im Tessin (Schweiz) zerstörte der Frost in den Jahren 1494, 1600 und 1709 die Olivenbäume fast vollständig. Gegen Ende der 1980er Jahre wurde der Olivenanbau wiederbelebt. Bis Mitte 2021 sind im Tessin nach einer umfassenden Zählung knapp 7700 Olivenbäume im Bestand. Derzeit befindet sich die nördlichste Anpflanzung Europas in Stommeln, einem Stadtteil von Pulheim, etwa 15 km nordwestlich von Köln. Hier wurden seit 2008 über 170 Olivenbäume gesetzt. 2020 wurde dort aus mehr als 200 kg Oliven erstmals Olivenöl gepresst.
Olivenbäume in Österreich zu kultivieren wurde erstmals 2016 in Mörbisch am See begonnen.
Seit der neuzeitlichen Kolonisation wird der Olivenbaum auch in entsprechenden Klimaten Nord- und Südamerikas, wo er erstmals im Jahr 1560 in Lima durch die spanischen Eroberer angepflanzt wurde, sowie weiterhin in Australien, Südafrika und Japan angebaut. Alle Anbaugebiete des Olivenbaums liegen zwischen dem 30. und dem 45. Grad nördlicher bzw. südlicher Breite mit Ausnahme einiger äquatornäherer Höhenlagen, etwa in Peru, wohin er von den spanischen Konquistadoren im 16. Jahrhundert gebracht wurde. Von dort aus gelangte er über Mexiko bis Kalifornien und Hawaii.

### Vermehrung
Die Olivenkerne werden durch Vögel verbreitet, die die Früchte fressen. Olivenbäume in Kultur werden allerdings meist über Stecklinge vermehrt. Die so entstehenden Pflanzen sind genetisch identisch (siehe Klonen). Damit haben die Jungpflanzen alle Eigenschaften der für die Vermehrung ausgewählten Mutterpflanze, sind aber auch alle auf gleiche Weise anfällig für Krankheiten und Schädlinge.

### Ernte

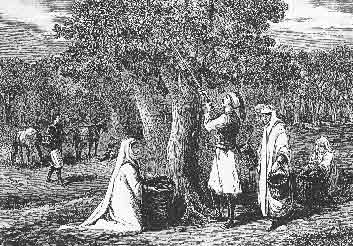
Olivenernte im 19. Jahrhundert

Von der Jungpflanze bis zum ersten Ertrag dauert es oft sieben Jahre. Die Ernte findet je nach Gebiet ab Mitte Oktober, teilweise bis in den März statt. Wer nach Kalabrien kommt, wird aus der Ferne immer wieder rote Flächen sehen; dies sind feine Netze, die ausgelegt werden, um die Oliven aufzufangen. In Sizilien z. B. werden die Netze immer wieder verschoben, da traditionell von Hand gepflückt wird oder mit einer Art Kamm und man nicht wartet, bis die Oliven von selbst zu Boden fallen.

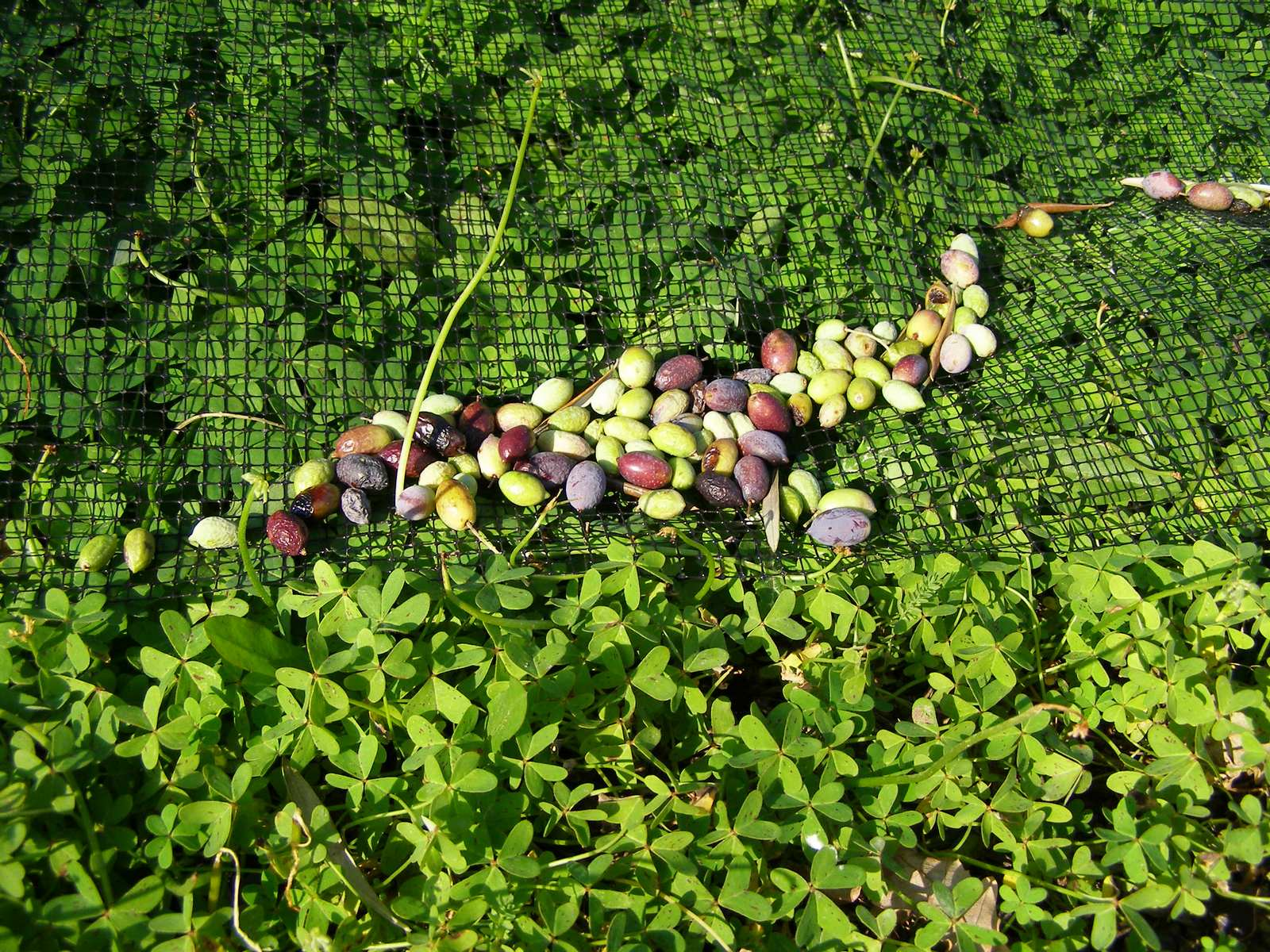
Oliven im Sammelnetz

Auch in Griechenland verwendet man Netze, um die herabgefallenen oder herabgeschlagenen Oliven aufzufangen. Die Ernte der Öl-Oliven erfolgt teilweise durch Absägen ganzer Äste, von denen anschließend die Oliven maschinell abgeschlagen werden. Größere Stücke des Holzes dienen dabei traditionell als Brennholz, dünne Äste werden später an Ort und Stelle verbrannt. Diese Erntemethode geht mit dem starken Rückschnitt der Bäume, die überwiegend an den zweijährigen Trieben Früchte tragen, einher, der den Baum auf einer erntegerechten Größe hält.
Die Erntemethode ist auch davon abhängig, ob der Bauer unreife grüne oder ausgereifte dunkeloliv-schwarze Früchte erfassen möchte.
In Intensivanbau werden Oliven mit Erntemaschinen geerntet, die über die in einheitlichen Reihen gepflanzten Bäume hinwegfahren, die Oliven abschlagen, aufsammeln, von Blättern und kleinen Ästen befreien und entweder selbst speichern oder über Förderbänder an mitfahrende Transporter übergeben. Dabei wird bevorzugt nachts gearbeitet, da durch die niedrigeren Temperaturen eine höhere Qualität der geernteten Oliven erreicht werden kann.
Das Abschlagen der Früchte mit Stangen wurde schon von Plinius dem Älteren (23/24–79) abfällig beurteilt.
Diese Erntemethode geriet 2018 in die Kritik, weil nachts viele in den Bäumen schlafende Zugvögel, darunter etliche geschützte Arten, in großer Zahl mit in die Erntemaschinen geraten und dabei umkommen. Allein auf den großen Intensivanbauflächen in Andalusien mit ca. 21.000 ha sollen nach konservativen Schätzungen der Andalusischen Naturschutzbehörde 2,6 Millionen Vögel im Jahr durch die Erntemaschinen getötet werden.

## Krankheiten und Schädlinge
- Ein Befall durch Blattläuse an den jungen Trieben im Frühjahr kann zur Verkümmerung von Trieben, Blättern oder Blüten und damit zu späteren Ernteverlusten führen.
- Das Bakterium Xylella fastidiosa (dt. Feuerbakterium) – es verursacht die Rebstock-Krankheit Pierce-Krankheit – infiziert auch Olivenbäume: es bewirkt die Austrocknung und das Absterben der Pflanzen. Sein Weg aus Nord- und Lateinamerika nach Südeuropa ist dabei unklar, ein Heilmittel ist bisher nicht gefunden. Die direkte Übertragung erfolgt durch Zikaden.[26] 2013 trat das Bakterium zum ersten Mal auf 8.000 Hektar (ha) in Süditalien auf, Anfang 2015 mussten auf schätzungsweise 230.000 ha hunderttausende Olivenbäume nach Befall gefällt werden, eine weitere rasche Ausbreitung des Olivenbaumsterbens wurde befürchtet. Zusätzlich muss für eine effektive Vorbeugung der weiteren Ausbreitung das Gras in der gesamten Gegend gemäht sowie der Boden umgepflügt und Pestizide eingesetzt werden.[27] An der Universität Foggia werden seit November 2015 Versuche unternommen, die baumeigene Produktion von Phytoalexinen zu steigern, die von Natur aus nach dem Eindringen von Mikroorganismen zur Abwehr im betroffenen Gewebe selbst neu produziert werden.[28]
- Die Olivenfruchtfliege (Bactrocera oleae) ist der gefürchtetste Schädling der Olivenhaine: sie legt ihre Eier in die reifenden Früchte, die durch ihre Maden verdorben werden. Außerdem überträgt sie die Tuberkelkrankheit (s. u.).
- Olivenschildlaus: Der Befall der Bäume durch diese spezielle Schildlaus kann sowohl die Menge als auch die Qualität der Ernte erheblich mindern.
- Die vom Polsterförmigen Feuerschwamm (Fomitiporia punctata), einem Pilz, verursachte Stammfäule zersetzt nach und nach das Stamminnere des Baumes. Meist wird die betroffene Stelle ausgeschnitten oder ausgeschabt, allerdings infizieren diese Pflegemaßnahmen meist das freigelegte gesunde Gewebe erneut.
- Die Tuberkelkrankheit (Pseudomonas syringae subsp. savastanoi pv. oleae), eine weitere Bakterienkrankheit, verursacht extreme Wucherungen, das Absterben von Zweigen und Ästen und mindert die Qualität und Menge der Ernte. Sie wird durch die Olivenfruchtfliege übertragen.

## Sorten

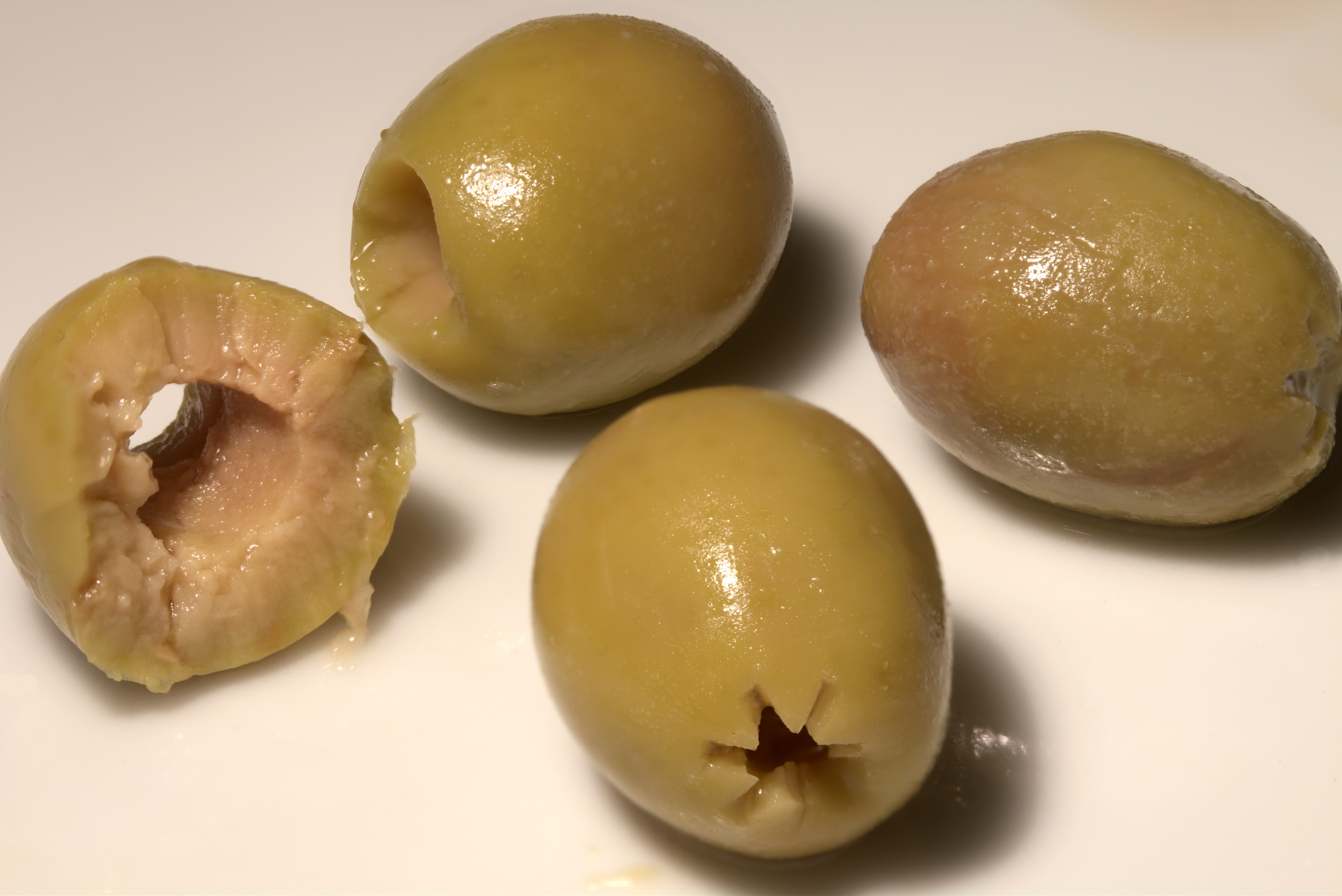
Grüne Oliven im Detail

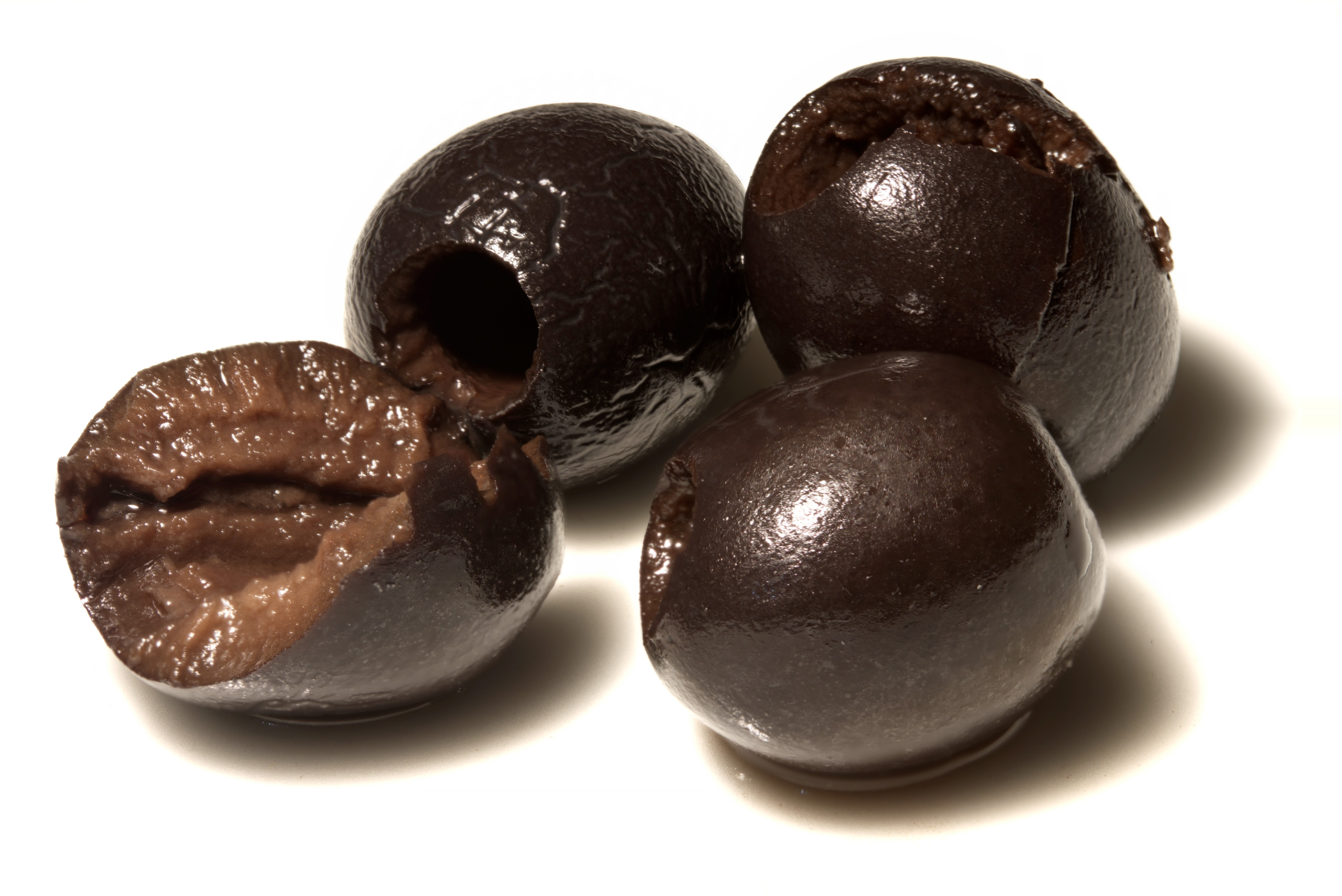
Schwarze Oliven im Detail

Es gibt allein im Mittelmeerraum über 1000 Sorten von Olivenbäumen. Je nach Klima und Bodenbeschaffenheit hat sich der Olivenbaum über hunderte Jahre anders entwickelt, manche Olivenbaumsorten sind auf einzelne Dörfer beschränkt.

### Spanien
Spanien ist der größte Olivenproduzent der Welt. Die heute angebauten Sorten gehen noch immer auf den Beginn der Kultivierung zurück. Das spanische Sortenspektrum heute entspricht dem im 15. Jahrhundert. In Spanien werden etwa 200 Olivensorten kultiviert; nachfolgend eine Auswahl:
Sorten für die Ölproduktion:
- Picual (auch Marteña, Lopereña oder Nevadillo Blanco genannt): Bedeutendste Sorte, macht etwa 50 % der spanischen und 20 % der Weltproduktion aus.

Das Heimat- und Hauptanbaugebiet ist die Provinz Jaén in Andalusien (dort 91 % des Anbaus), außerdem die Provinzen Badajoz, Granada und Córdoba. Sie liefert ein hochqualitatives Öl von sehr großer Stabilität und hohem Säuregehalt. Picual besitzt einen kräftigen, fruchtigen Geschmack nach Oliven und enthält besonders viel Vitamin E. Der kräftige Geschmack unterscheidet sie von anderen Sorten.
- Picudo: Stammt aus der Provinz Córdoba, im Besonderen aus Priego de Córdoba und wird außerdem auch in Granada und Málaga angebaut.
- Hojiblanca: Ursprungsgebiet ist Lucena (Provinz Córdoba). Hauptanbaugebiet sind die Provinzen Córdoba, Málaga und Sevilla. Sie wird sowohl für die Ölproduktion als auch als Tischolive verwendet. Das Öl zeichnet sich durch einen vollen, aber milden Geschmack ohne Schärfe aus.
- Verdial: Heimatregion ist Vélez-Málaga, die Sorte wird aber auch im übrigen Andalusien und in der Extremadura angebaut.
- Arbequina: Wird in Lleida, Tarragona und Córdoba angebaut. Die Oliven sind klein und fallen nicht leicht vom Baum ab, so dass sie meist in Handarbeit abgeerntet werden.
- Empeltre: Stammt aus der Provinz Saragossa und wird im gesamten Ebrotal angebaut. Sie gibt ein mildes Öl von klarer, gelber Farbe mit süßlicher, aromatischer Geschmacksrichtung.
- Cornicabra: Stammt aus Mora in der Provinz Toledo und macht ca. 12 % der spanischen Produktion aus.
- Lechín: Wird in den Provinzen Córdoba, Cádiz, Sevilla und Granada kultiviert.
- Royal de Cazorla: autochthone Sorte der Region Sierra de Cazorla.

Tischoliven:
- Aceituna Aloreña de Málaga: mit Thymian, Fenchel, Knoblauch und Pfeffer gewürzt
- Cornezuelo: beliebt in Teilen des südlichen Spanien. Sie hat einen sehr scharfen und spitzen Kern und wird in traditioneller Weise mit Wasser, Salz, Thymian, Knoblauch und Orangenschalen eingelegt.
- Gordal: eine typische Tischolive aus der Provinz Sevilla
- Manzanilla: wichtigste Tischolive Spaniens. Sie stammt aus dem Ort Dos Hermanas (Provinz Sevilla) und wird im Wesentlichen auch dort angebaut.
- Morona: ähnlich wie die Gordal

### Griechenland

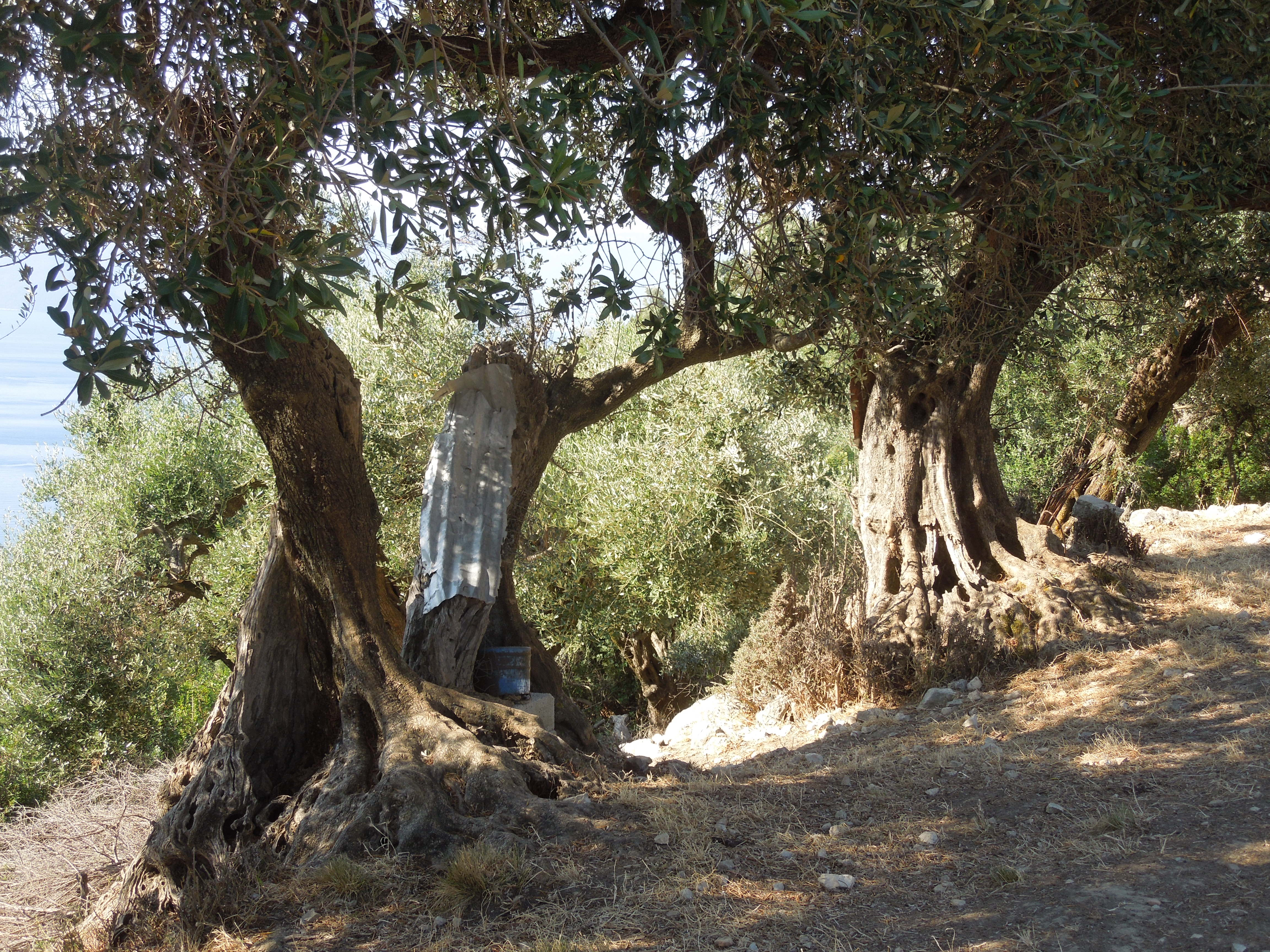
Alte Olivenbäume auf Ithaka

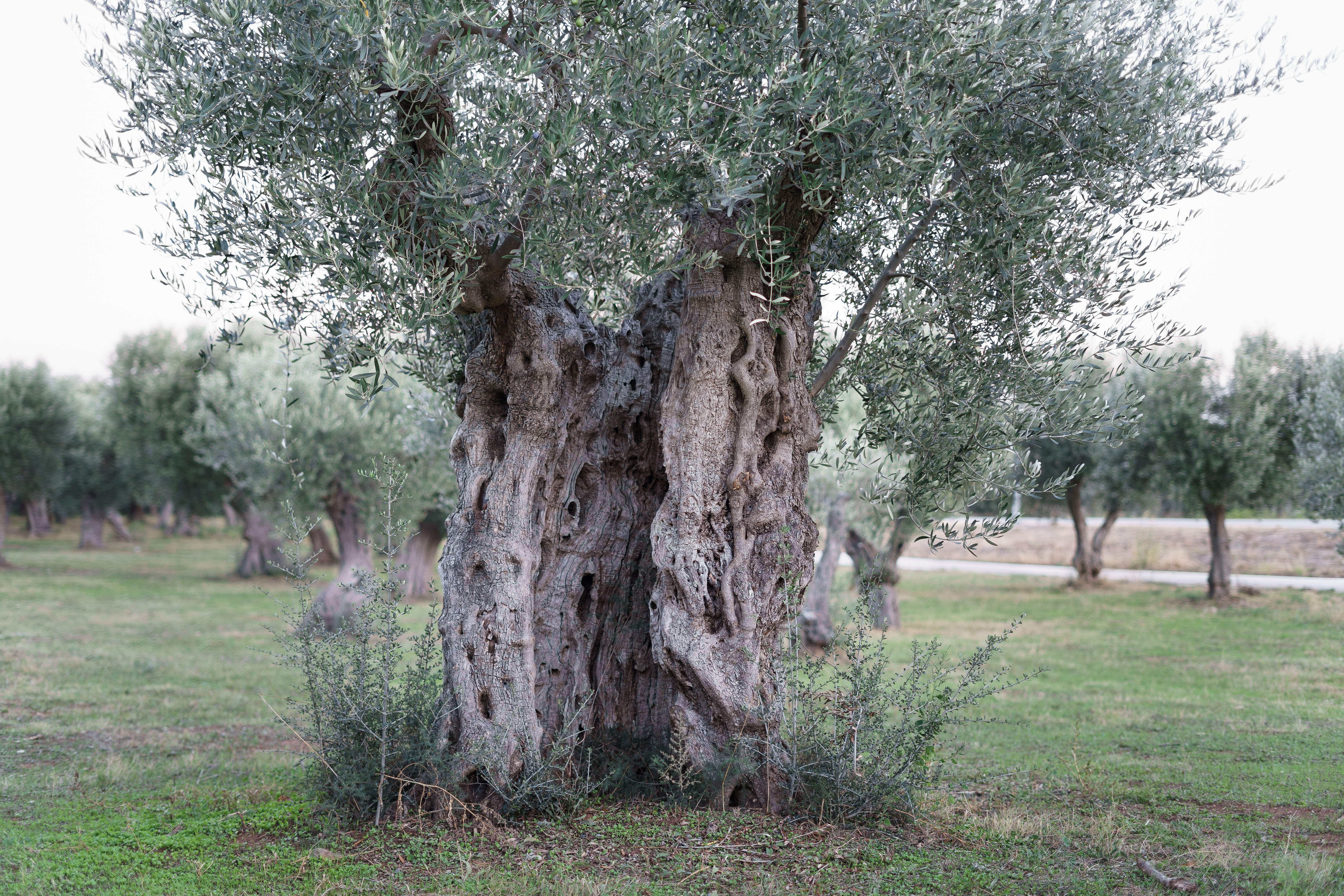
Olivenhain bei Alexandroupolis

Griechische Sorten sind z. B. Koroneiki, Athinolia, Kalamata und Tsounati.

### Italien
Eine große Sortenvielfalt gibt es in Italien, wo es alleine zwischen Sizilien und Ligurien an die 80 Sorten gibt. Die italienischen Hauptsorten sind Coratina, Leccino, Frantoio und Carolea. Da die Oliven der verschiedenen Sorten unterschiedlich im Geschmack sind, gibt es eine Vielzahl verschiedener Öle.

### Albanien
| Sorte                  | Anzahl der Bäume | Fläche (ha) | Maximale Ölleistung (Gewicht in %) | Hauptnutzung |
| Kalinjot               | 2.335.000        | 17.700      | 27                                 | Tisch & Öl   |
| Kokërrmadh i Beratit   | 1.000.000        | 7.700       | 18                                 | Tisch        |
| Frantoio               | 470.000          | 2.600       | 19                                 | Öl           |
| Kokërrmadh Elbasani    | 450.000          | 4.000       | 20                                 | Tisch & Öl   |
| Mixan                  | 430.000          | 3.770       | 25                                 | Öl           |
| Ulli i Bardhë Tiranes  | 200.000          | 1.500       | 28                                 | Öl           |
| Nisiot                 | 120.000          | 900         | 12                                 | Öl           |
| Ulli i Hollë I Himares | 70.000           | 800         | 15                                 | Öl           |

### Tunesien
Tunesien ist einer der größten Olivenölproduzenten außerhalb der Europäischen Union und blickt auf eine der ältesten Traditionen im Olivenanbau zurück, die nach eigenen Angaben bis ins 8. Jahrhundert vor Christus in die Zeit der Phönizier reicht. Die tunesische Sortenvielfalt beinhaltet 23 Olivensorten.
Sorten für die Olivenölproduktion:
Chemlali: beheimatet in Südtunesien, zeichnet sich durch eine hohe Widerstandskraft und einen sehr geringen Wasserbedarf aus. Die kleine Chemlali trägt mit einem durchschnittlichen Gewicht von nur 1,2 g zu etwa 30 % der tunesischen Olivenölproduktion bei. Genetisch lässt sich Chemlali nach vier Regionen unterscheiden: Sfax, Zarzis, Djerba und Tataouine. Der Geschmack des Olivenöls reicht je nach Herkunft von sanft bis kräftig, hat jedoch immer ein leichtes Aroma nach grünen Mandeln.
Chetoui: zweithäufigste Sorte in Tunesien mit Hauptanbaugebiet im niederschlagsreicheren Norden. Die Chetoui wird 2,8 g schwer und ergibt ein fruchtiges Olivenöl mit dominanter Bitterkeit.
Weitere Olivensorten, die zur Olivenölproduktion beitragen, sind Zalmati, Zarrazi, Chemchali, Oueslati, El Horr, Gerboui, Toffehi, Fakhari, Jemri.
Sorten für Tischoliven:
Meski und Besbessi werden primär im Norden Tunesiens angebaut, während Tounsi eher im Süden zwischen Chemlali wachsen. Sie erreichen ein Gewicht zwischen 7 und 10 g.

## Nutzung
Der Olivenbaum wird genutzt:
- Wirtschaftlich am bedeutsamsten ist die Gewinnung von Olivenöl. Es wird zum Braten, Kochen und als Öl für Salate und kalte Gerichte, aber auch für kosmetische Zwecke, zum Beispiel Hautcreme, verwendet. Das Öl ist gesund wegen des hohen Anteils an ungesättigten Fettsäuren und wirkt sich positiv auf das Herzkreislaufsystem und den Fettstoffwechsel aus. Extra natives Olivenöl hat entzündungshemmende Wirkung. Der dafür verantwortliche Wirkstoff heißt Oleocanthal. Industriell werden die Oliven für das Öl entweder von Hand gepflückt oder mit der Maschine herabgeschüttelt, gehackt, mit Wasser gemischt und hydraulisch gepresst, teils (je nach Zweck) auch mit chemischen Lösungsmitteln oder thermischen Verfahren extrahiert. Höhere Qualitäten für die Küche hingegen werden ausschließlich mit mechanischen Verfahren bei niedrigen Temperaturen gewonnen. Anschließend wird das Öl vom Wasser bei modernen Verfahren in der Zentrifuge, sonst mittels Ruhenlassen getrennt. Die Reste, die bei der Erstpressung entstehen, werden von den Ölpressereien weiterverarbeitet mit Hitze und speziellen Verfahren. Die weiteren Reste werden teilweise zu Kosmetika und Medizin verarbeitet.

- Die Früchte werden auch direkt als Nahrungsmittel in den Handel gebracht. Direkt vom Baum ist die Olive jedoch wegen ihrer Bitterkeit nicht genießbar. Sie wird in eine Salzlake eingelegt, die ihr die Bitterstoffe entzieht. In der mediterranen Küche wird sie häufig in Brot, Ragouts, Salaten und Saucen verwendet. Im Handel befinden sich schwarze und grüne Oliven. Dabei sind echte schwarze Oliven ausgereift, sorgfältig zu ernten und immer mit Stein für den Handel zu präparieren; sie sind ca. dreimal so teuer wie grüne und benötigen kaum Gewürze oder aromatisierte Laken; genauso preiswert wie grüne (mit oder ohne Stein, leer oder mit Inhalt) sind mit Eisengluconat schwarzgefärbte Oliven, typisch immer ohne Stein; sie wurden wie die grünen unreif geerntet. Von den verschiedenartigen Sorten eignen sich einige besser für die Gewinnung unreif-grüner, andere für die Gewinnung schwarzer Oliven.
- Aus Olivenkernen gewonnene Olivensamen können zum Backen oder als Gewürz verwendet werden, sie werden auch karamellisiert angeboten; auch gibt es Räucherchips aus granulierten Olivenkernen. Die getrockneten Blätter werden als Tee angeboten.

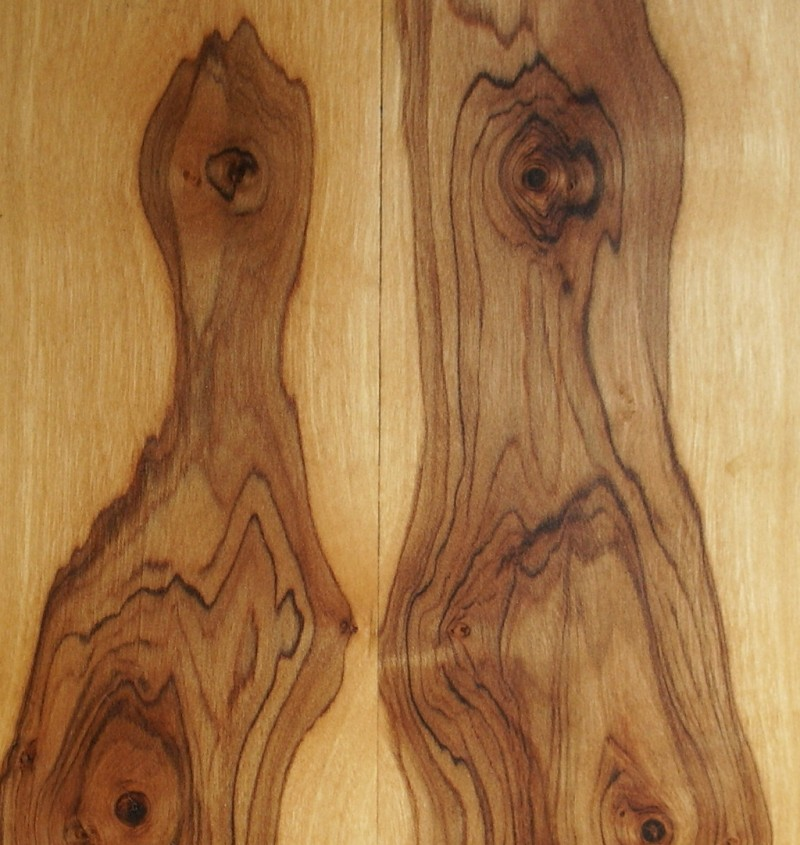
Olivenholz: Dunkler gemaserter Kern und heller homogener Splint

- Olivenholz: Dunkler gemaserter Kern und heller homogener SplintDas Holz wird zu Möbeln, Blasinstrumenten (besonders Blockflöten), Küchengeräten und anderen Gebrauchsgegenständen verarbeitet.
- Die bei der Ölproduktion anfallenden Reste (Kerne und Trester) können für die Herstellung von Biomasse-Brennstoffen verwendet werden. Die Kerne sind eine Alternative zu Holzpellets, welche als Energieträger in Holz-Blockheizkraftwerken und industriellen Wärmekraftwerken Verwendung finden. Der Trester kann als Beimischung für Biomasseöfen und Biogasanlagen benutzt werden.[32]
- Die Olive hat auch als Zierpflanze eine nicht unerhebliche Bedeutung. Sie verkörpert mediterranes Flair und wird von vielen Händlern als Topf- oder Kübelpflanze zum Kauf angeboten. Restaurants mit Außenanlagen mieten häufig repräsentative Pflanzen von spezialisierten Gärtnereien für die Sommersaison. An klimatisch besonders günstigen Stellen werden Oliven auch in Mitteleuropa immer wieder in Gärten gepflanzt, wo sie oft viele Jahre überleben.[33][34][35]

## Wirtschaftliche Bedeutung

### Weltproduktion Oliven
Olivenbaumpflanzungen nahmen 2023 auf der Welt 11,1 Millionen Hektar an Fläche ein. Weltweit wurden 20.296.490 t Oliven geerntet. Spanien war der größte Olivenproduzent. Der europäische Anteil insgesamt betrug 58,6 %. Insgesamt meldeten lediglich 40 Länder nennenswerte Erntemengen. Der durchschnittliche Hektar-Ertrag lag weltweit bei 1,82 t pro Hektar.
Folgende Tabelle gibt eine Übersicht über die 10 größten Produzenten von Oliven weltweit, die 2023 insgesamt 88,8 % der Welt-Erntemenge produzierten.
| Rang | Land             | Menge (in t) |
| ---- | ---------------- | ------------ |
| 1    | Spanien          | 5.101.010    |
| 2    | Italien          | 2.397.880    |
| 3    | Türkei           | 1.520.000    |
| 4    | Portugal         | 1.194.990    |
| 5    | Tunesien         | 1.046.056    |
| 6    | Marokko          | 1.034.310    |
| 7    | Ägypten          | 1.034.310    |
| 8    | Algerien         | 904.014      |
| 9    | Syrien           | 697.325      |
| 10   | Saudi-Arabien    | 391.034      |
|      | Summe Top Ten    | 15.363.824   |
|      | restliche Länder | 1.932.666    |

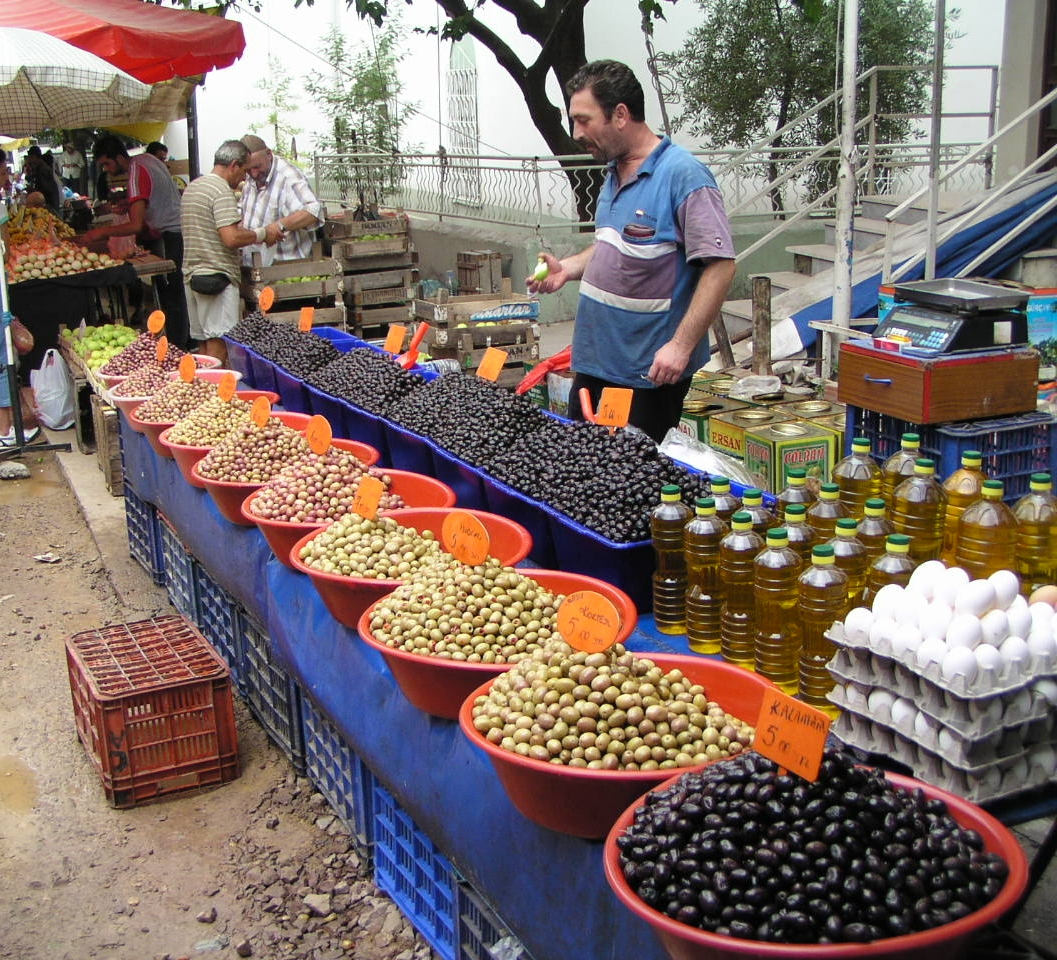
Olivenhändler in der Türkei

Die Vermarktung wird dabei von italienischen Firmen dominiert, auch bei nichtitalienischem Öl. Nimmt in Europa die Beliebtheit des Olivenöls auch stetig zu, so nimmt es wegen seines vergleichsweise hohen Preises weltweit im Gegensatz zu Palmöl oder Sojaöl nur einen geringen Anteil der Speiseölproduktion ein.

### Produktion in Europa

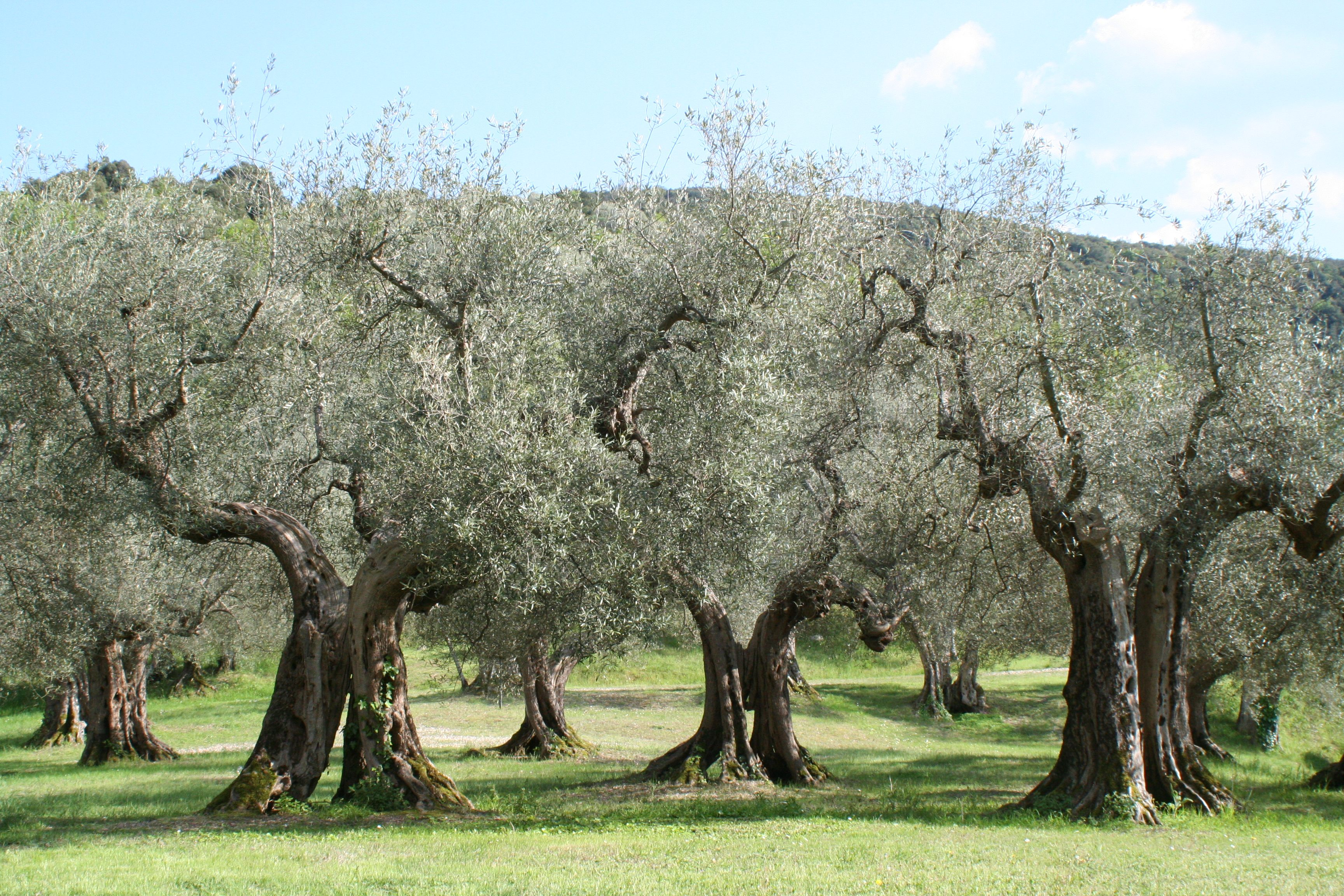
Echte Ölbäume (Olea europaea subsp. europaea) in Umbrien

Die Produktionsfläche in Europa machte 2020 etwa 5,1 Mio. Hektar aus, entsprechend 40,2 % der Welterntefläche. Hier wurden 2020 etwa 59,6 % der Welternte an Oliven eingebracht.
Die EU ist nicht nur der größte Olivenölproduzent, sondern auch der größte Verbraucher. Da die Nachfrage nach Olivenöl auch in nördlichen Ländern stetig zugenommen hat, wurde der Anbau von Olivenbäumen erheblich ausgeweitet. In vielen Regionen der Hauptproduzenten ist der Olivenbaum Grundlage der ländlichen Wirtschaft.

### Produktion außerhalb der Europäischen Union
Die Türkei, Marokko und Tunesien sind die größten Olivenproduzenten außerhalb der EU. In diesen Ländern macht die Olivenölproduktion einen höheren Teil am BIP aus, und der Olivenanbau bindet viele Arbeitskräfte, so dass er die Lebensgrundlage vieler Menschen ist.

## Kulturgeschichte des Olivenbaumes

### Bronzezeit

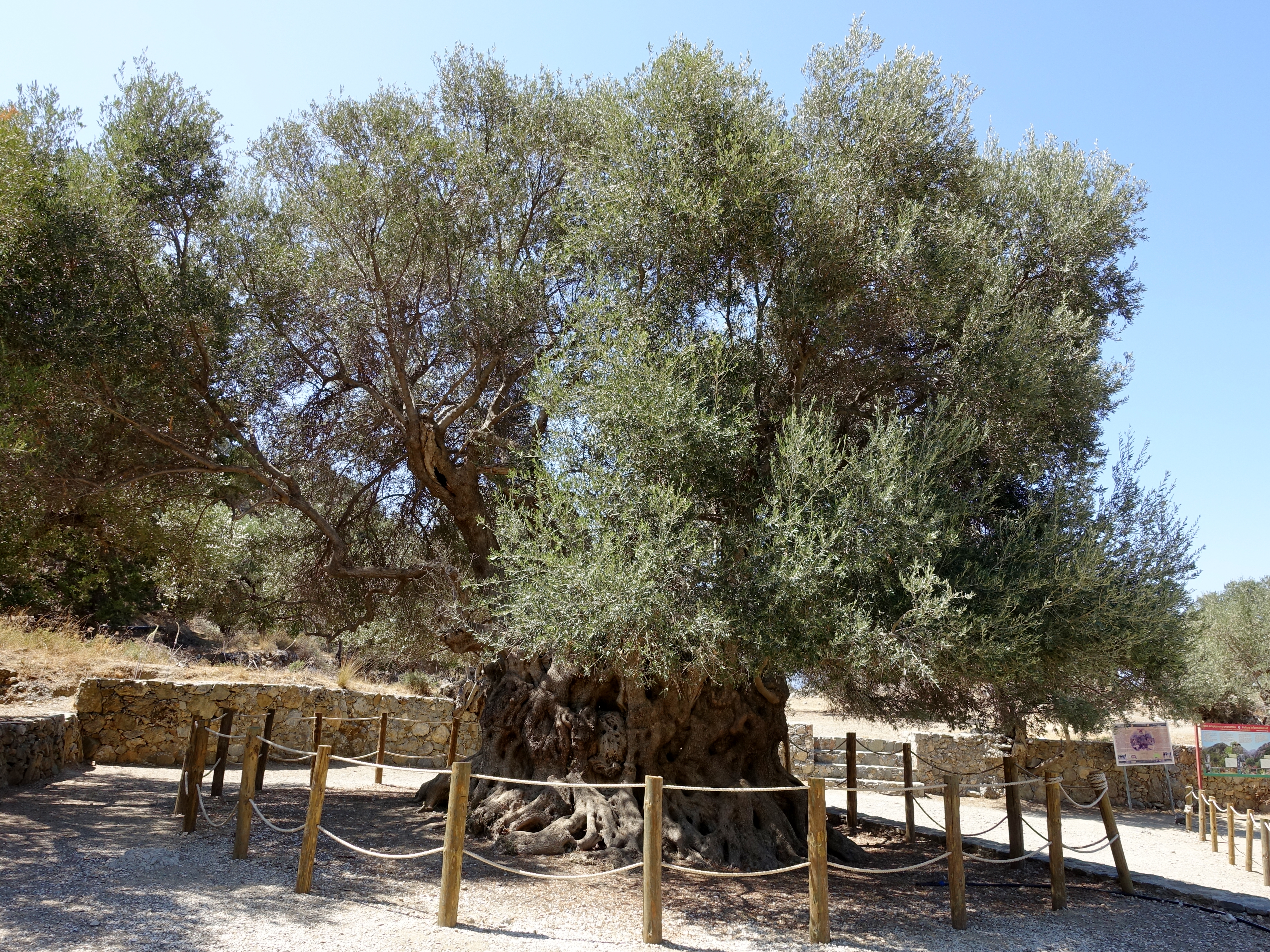
Etwa 3250 Jahre alter Olivenbaum auf Kreta

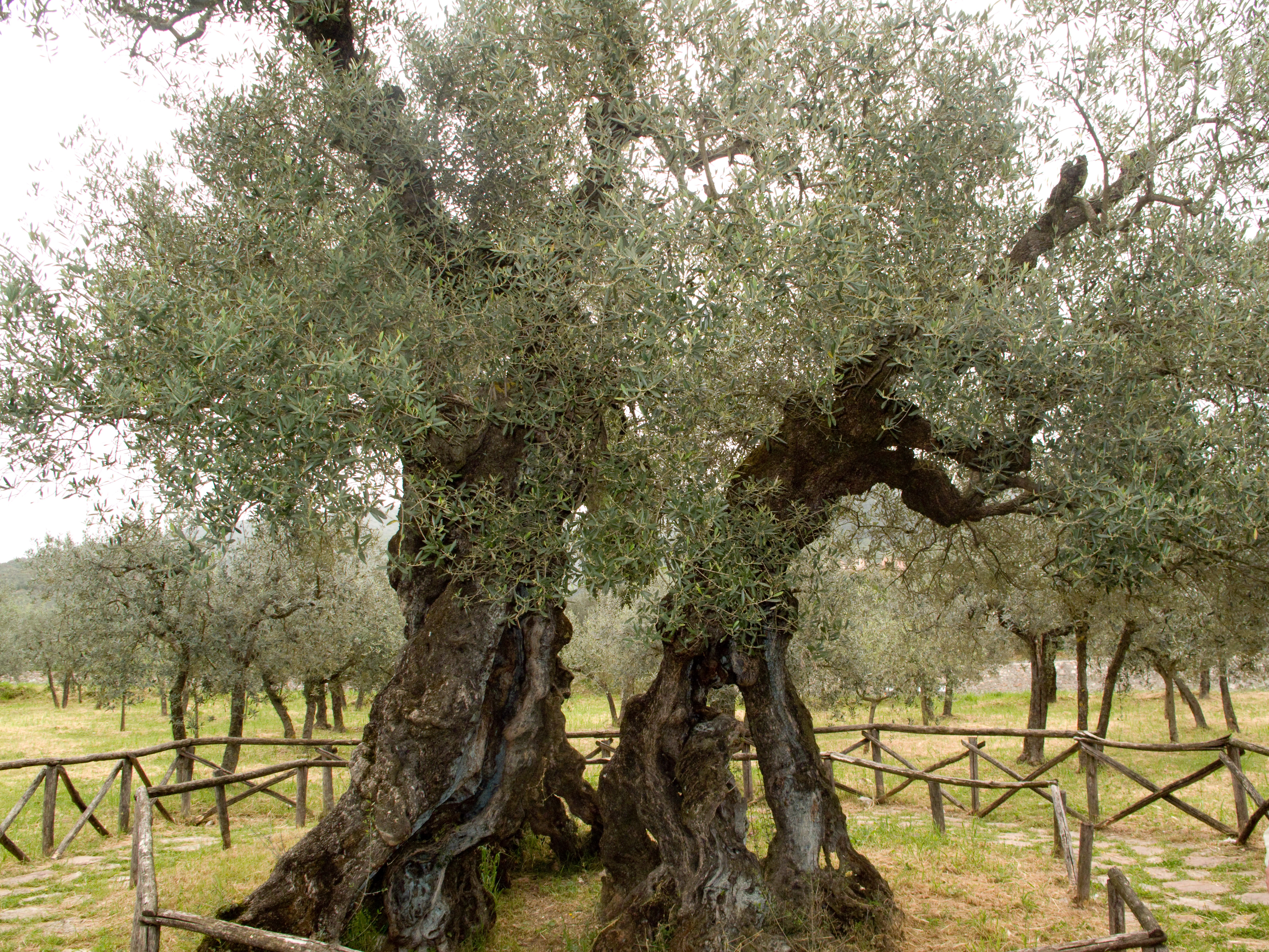
Etwa 1700 Jahre alter Olivenbaum in Bovara in Umbrien

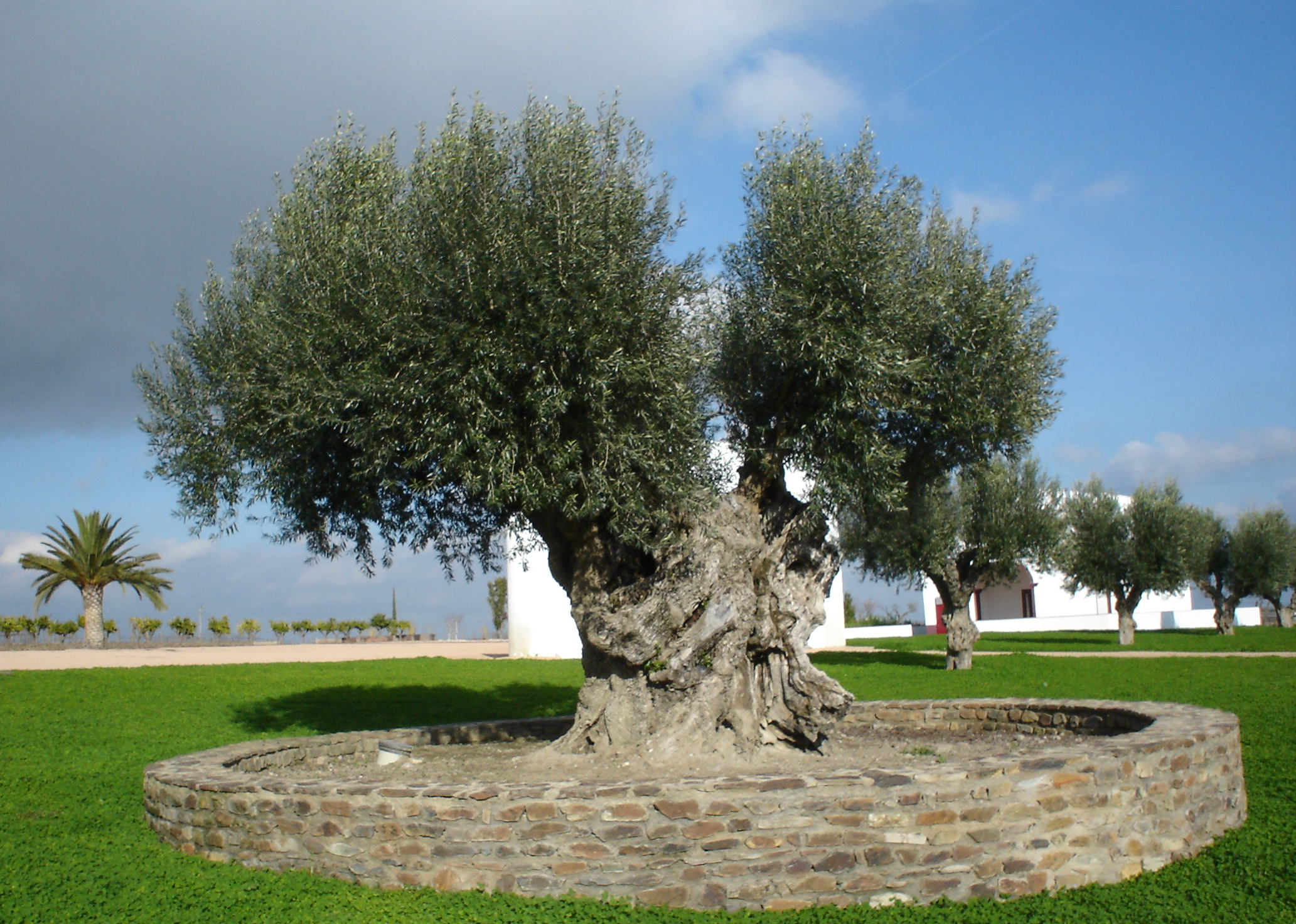
Mehrere Jahrhunderte alter Olivenbaum im Alentejo in Portugal

Die Geschichte des kultivierten Ölbaums reicht mindestens bis in die Bronzezeit zurück. Erste archäologische Funde von Olivenkernen sind über 9000 Jahre alt, dabei handelt es sich aber um von Menschen gesammelte Oliven von wilden Olivenbäumen. Als früher Beleg für das absichtsvolle Pflanzen von Olivenbäumen wurden Holzfunde aus Tel Tsaf im Jordantal interpretiert, die 7000 Jahre alt sind. Wann die Wildform zur fruchtbaren Gartenolive kultiviert wurde, ist unbekannt. Archäologische Funde deuten jedoch darauf hin, dass dies um 4000 v. Chr. in Kreta und Syrien geschah. Auf kretischen Schrifttäfelchen und später auf mykenischen Linear B-Archivtafeln sind Oliven und besonders Olivenöl ein wichtiges Gut der Palastwirtschaft.
Der Baum war zugleich ein wichtiger Lieferant für Holzkohle, die man für den Schmelzprozess brauchte. Dies galt insbesondere für Zypern, das der bedeutendste Kupferproduzent war. Dort lieferte der Olivenbaum 71 % der untersuchten Holzkohle zwischen der Bronzezeit und den hellenistischen Reichen.

### Ägypten
In Ägypten wurden Oliven an der Mittelmeerküste, den Oasen Bahariyya, Dachla, Charga und Siwa sowie auf dem Sinai angebaut. Der erste Nachweis stammt aus der 18. Dynastie (ca. 1500 v. Chr.). Im Grab des Pharao Tutanchamun wurden Blätter des Ölbaums gefunden. In Ptolemäischer Zeit wird die Pflanze häufiger angebaut, in römischer Zeit ist sie sehr geläufig. Nach Theophrast war der Ölbaum in der Thebais zu finden, nach Strabo auch im Fajum.

### Antike
Im antiken Griechenland galt der Ölbaum als heiliger Baum der Göttin Athene. Der Sage nach stritten sich Poseidon und Athene um die Vorherrschaft über Athen und Attika, worauf Poseidon in Athen eine Quelle entspringen ließ; Athene aber ließ auf der Akropolis den ersten Ölbaum wachsen. Da entschieden die Athener, dass der Ölbaum nützlicher sei, und so wurde Athene Athens Stadtgöttin. Dieser Ölbaum wurde verehrt und verbrannte, als die Perser die Stadt einnahmen. Doch schon wenige Tage später trieb er wieder aus, was als ein besonders gutes Omen gedeutet wurde. In der Akademie standen die der Athene geweihten unantastbaren Ölbäume; sie stammten der Überlieferung nach vom ersten Ölbaum auf der Akropolis. In Attika war es selbst einem Besitzer verboten, einen Ölbaum zu fällen. Der Siegeskranz, der bei den Olympischen Spielen den Siegern verliehen wurde, wurde aus den Ästen des wilden Ölbaums (kotinos kallistephanos »schönbekränzter Ölbaum«) gewunden. Dieser wurde laut Pausanias, Diodor und Strabon vom daktylischen Herakles – nicht zu verwechseln mit dem gutbekannten Helden – von den Hyperboräern nach Olympia gebracht. Der erste Olympiasieger, der mit dem Ölzweig geehrt wurde, war der Messenier Daikles.

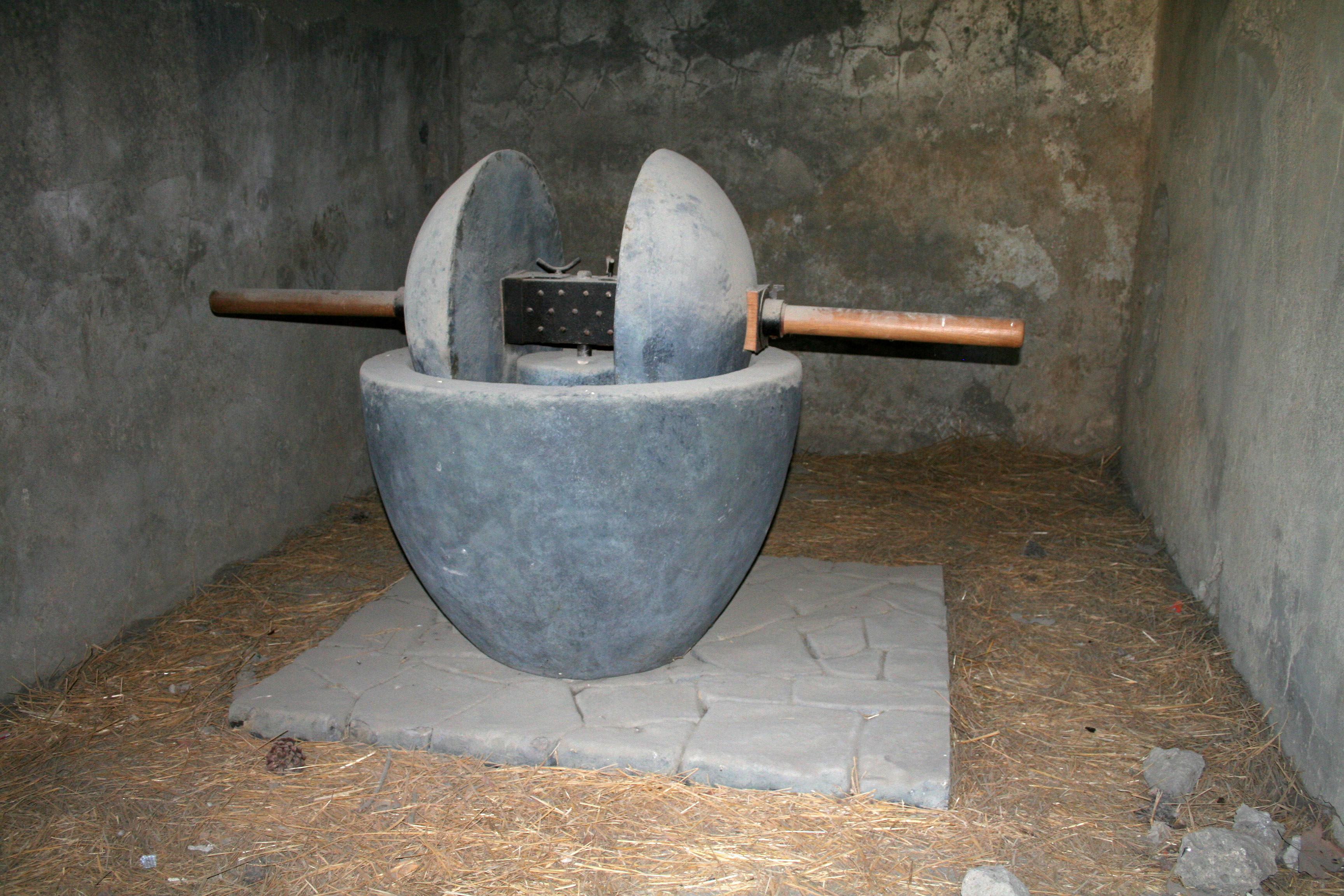
Olivenmühle im antiken Pompeji

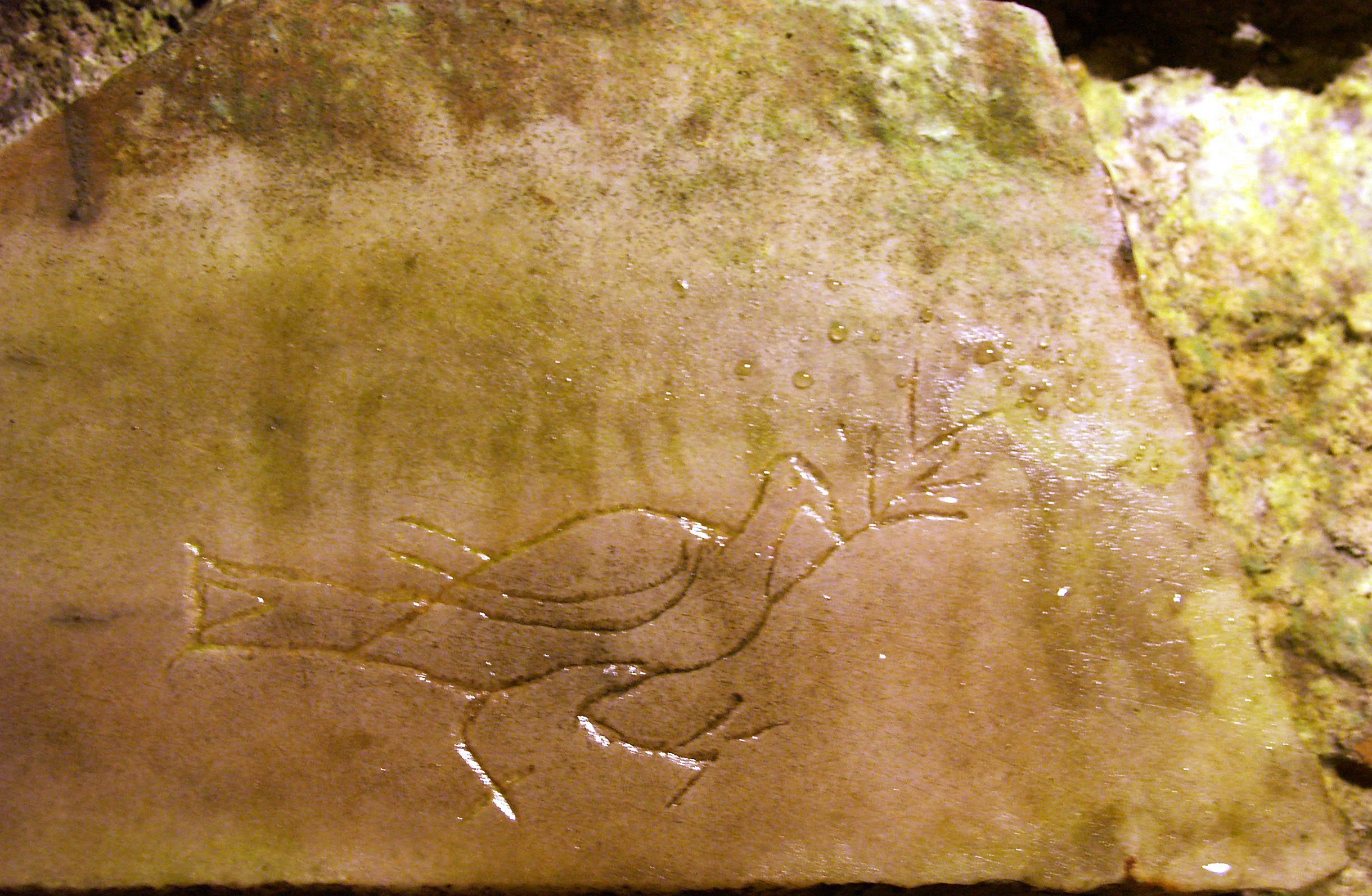
Steintafel mit Taube und Olivenzweig, Domitilla-Katakomben, Rom

Der Gott des Ölbaus war Aristaios, der besonders in Mittelgriechenland und auf Sizilien von den Ölbauern verehrt wurde. Der Ölbaum dürfte im 7. Jahrhundert v. Chr. auf diese Insel gekommen sein.
Bei Homer finden sich zahlreiche Angaben über die Verwendung des Ölbaumes. So wurde das Holz des wilden Ölbaums wegen seiner großen Festigkeit zur Anfertigung von Axtstielen verwendet. Das Öl diente zum Salben des Körpers, war aber den Reichen und Edlen als Luxusgut vorbehalten, wie es in der Ilias beschrieben wird.

### Bibel
Die häufigen Hinweise in der Bibel auf den Baum und seine Erzeugnisse, auf seinen Überfluss im Land von Kanaan und den wichtigen Platz, den er in der Wirtschaft von Syrien hat, unterstreichen die Bedeutung im Nahen Osten. In frühbyzantinischer Zeit bedeutete für hunderte Dörfer im Gebiet der Toten Städte der Export von Olivenöl die wirtschaftliche Grundlage für ihre Blütezeit ab dem 4. Jahrhundert. Der Baum wurde zum Zeichen des Friedens. Im trockenen Klima des Nahen Ostens stellte das Öl bald ein wichtiges und gesundes Grundnahrungsmittel dar. In der Wirtschaft, Religion und Kunst sowie den vielen Mythen spiegelt sich diese wichtige Rolle des Olivenbaums wider. Der Bibel nach war die Ölfrucht den Juden im gelobten Land verheißen, bildete einen bedeutenden Teil des Reichtums und war neben dem Feigenbaum und Rebstock das Bild des Wohlstandes und bürgerlichen Glückes. Die eingewanderten Israeliten fanden den Olivenbaum schon vor. Die Könige David und Salomo förderten seinen Anbau. Man benutzte das Öl zu Speisen, bei Opfergaben, als Brennöl und zum Salben des Haares und des ganzen menschlichen Körpers.
Der Bibel zufolge schickte Noah nach der Sintflut eine Taube los. Sie kehrte mit einem Ölzweig im Schnabel zurück (Gen 8,11 ): die Erde grünte wieder, das Leben war zurück. Auch im Christentum ist die Taube mit dem Ölzweig ein Symbol des Friedens.  Jesus hielt zwischen Olivenbäumen im Garten Getsemani kurz vor seiner Kreuzigung Zwiesprache mit Gott (Mt 26,36-46 ). Paulus illustrierte das Verhältnis zwischen Heidentum und Judentum mit einem wilden und einem edlen Ölbaum (Röm 11,13-24 ). Wilde Oliven (Olea europea subsp. oleaster oder Olea europea var. sylvestris) wachsen an der Küste des Mittelmeeres. Eine afrikanische Variante (Olea africana Mill. oder Olea chrysophylla Lam.) kommt in Jemen und im Gebel-Elba-Gebiet im äußersten Süden Ägyptens vor (siehe auch Heimat).

## Der Ölbaum als Symbol

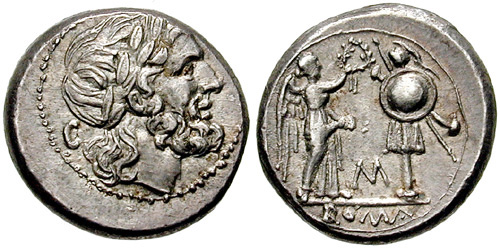
Victoriatus aus einer sizilianischen Münzstätte. 211-208 v. Chr. Avers: Jupiterkopf mit Lorbeerkranz; Revers: Victoria ein Tropaeum bekränzend mit einem Olivenkranz;

Der Adler im Großen Siegel der Vereinigten Staaten hält in seinen Fängen einen Olivenzweig

Flagge der UNO. Trotz der Ähnlichkeit handelt es sich nicht um Lorbeerzweige, sondern um Zweige des Ölbaums als Zeichen des Friedens.

Das Logo der Olympischen Sommerspiele 2004 in Athen zeigt einen Olivenkranz.

### Der Ölbaum bei Äsop und Romulus
In seiner Fabel Das Schilfrohr und der Ölbaum beschreibt Äsop den Ölbaum als Symbol scheinbarer Stärke, die aber wahren Belastungen nicht standhält, sondern bricht – im Gegensatz zum scheinbar schwachen aber flexiblen Schilfrohr.
Auch bei Romulus wird der Ölbaum in der Fabel Die Bäume und der Mensch durch sein starkes Holz charakterisiert, welches deshalb von allen Hölzern zur Fertigung eines Axtstiels am besten geeignet sei.

### Der Ölbaum bei Homer
„Doch der Atreid’, ausziehend das Schwert voll silberner Buckeln,

Sprang auf Peisandros hinan. Der hob die schimmernde Streitaxt

Unter dem Schild, die ehrne, geschmückt mit dem Stiele von Ölbaum,

Schöngeglättet und lang; und sie drangen zugleich aneinander.“

„Innerhalb des Gehegs war ein weitumschattender Ölbaum,

Stark und blühenden Wuchses; der Stamm glich Säulen an Dicke.

Rings um diesen erbaut’ ich von dichtgeordneten Steinen

Unser Ehegemach, und wölbte die obere Decke,

Und verschloß die Pforte mit festeinfugenden Flügeln.

Hierauf kappt’ ich die Äste des weitumschattenden Ölbaums,

Und behaute den Stamm an der Wurzel, glättet’ ihn ringsum

Künstlich und schön mit dem Erz, und nach dem Maße der Richtschnur;

Schnitzt’ ihn zum Fuße des Bettes, und bohrt’ ihn rings mit dem Bohrer,

Fügete Bohlen daran, und baute das zierliche Bette,

Welches mit Gold und Silber und Elfenbeine geschmückt war;

Und durchzog es mit Riemen von purpurfarbener Stierhaut.“

### Der Ölbaum in Bibel und Christentum
„Gegen Abend kam die Taube zu ihm zurück und siehe: In ihrem Schnabel hatte sie einen frischen Ölzweig. Da wusste Noach, dass das Wasser auf der Erde abgenommen hatte.“

Hansjörg Bräumer erkennt in dem Olivenzweig, den die Taube Noah bringt, ein „Zeichen der Rettung“ und führt weiterhin aus, dass „Ölblatt und Ölzweig […] seither […] Embleme des Friedens und des Heils” seien.

„Wenn der Herr, dein Gott, dich in ein prächtiges Land führt, ein Land mit Bächen, Quellen und Grundwasser, das im Tal und am Berg hervorquillt, ein Land mit Weizen und Gerste, mit Weinstock, Feigenbaum und Granatbaum, ein Land mit Ölbaum und Honig, ein Land, in dem du nicht armselig dein Brot essen musst, in dem es dir an nichts fehlt, ein Land, dessen Steine aus Eisen sind, aus dessen Bergen du Erz gewinnst; wenn du dort isst und satt wirst und den Herrn, deinen Gott, für das prächtige Land, das er dir gegeben hat, preist, dann nimm dich in Acht und vergiss den Herrn, deinen Gott, nicht, missachte nicht seine Gebote, Rechtsentscheide und Satzungen, auf die ich dich heute verpflichte!“

Hier wird der Ölbaum in eine Reihe mit einer Vielzahl anderer Symbole gestellt, die in ihrer Gesamtheit üppigen Wohlstand und ein Leben im Überfluss beschreiben.

„Einst machten sich die Bäume auf, um sich einen König zu salben, und sie sagten zum Ölbaum: Sei du unser König! Der Ölbaum sagte zu ihnen: Habe ich etwa schon mein Fett aufgegeben, das Götter und Menschen an mir ehren, und werde hingehen, um über den Bäumen zu schwanken?“

Martin Holland bezeichnet den Ölbaum im Kontext dieser Bibelstelle als „wertvollen Baum”.

„Wenn aber einige Zweige herausgebrochen wurden, du aber als Zweig vom wilden Ölbaum mitten unter ihnen eingepfropft wurdest und damit Anteil erhieltest an der kraftvollen Wurzel des edlen Ölbaums, so rühme dich nicht gegen die anderen Zweige! Wenn du dich aber rühmst, sollst du wissen: Nicht du trägst die Wurzel, sondern die Wurzel trägt dich.“

William Barclay schreibt dazu in seiner Exegese des Römerbriefs: „Als Zweige eines wilden Ölbaums, die dem Ölbaum im Garten, nämlich Israel, aufgepfropft werden, stellt Paulus sich die Heiden vor.”
Die Olive als Symbol der Jungfrau Maria wurde von den Malern der Sieneser Schule verwandt, da sie das traditionelle Symbol der Lilie, das auch Symbol und Wappen der Konkurrentin Florenz war, vermeiden wollten. Ein Beispiel hierfür ist das Verkündigungsbild von Simone Martini von 1333 in den Uffizien, in dem der Erzengel Gabriel einen Olivenzweig anstatt der sonst üblichen Lilie in der Hand hält.

### Der Ölbaum im Koran
„Und er ist es, der vom Himmel Wasser hat herabkommen lassen. Und wir haben dadurch Pflanzen jeder Art hervorgebracht, […] und die Öl- und Granatapfelbäume […].“

„Rudi Paret“

„Allah ist das Licht von Himmel und Erde. Sein Licht ist einer Nische zu vergleichen, mit einer Lampe darin. Die Lampe […] brennt (mit Öl) von einem gesegneten Baum, einem Ölbaum, der weder östlich noch westlich ist, und dessen Öl fast schon hell gibt, (noch) ohne daß (überhaupt) Feuer darangekommen ist […].“

„Rudi Paret“

### Der Ölbaum in der Neuzeit
„Die Ölbäume sind sehr charakteristisch, und ich gebe mir große Mühe, das einzufangen. Es ist Silber, das mal ins Blaue, mal ins Grüne spielt, bronzefarben und beinah weiß auf gelbem, rosa, violettem oder orange Boden, der bis zum stumpfroten Ocker geht … Eines Tages mache ich vielleicht etwas ganz Persönliches daraus, wie ich es mit den Sonnenblumen für die gelben Töne gemacht habe.“

### Der Ölbaum in der Musik
Das Lied Olive Tree des englischen Singer-Songwriters und Rockmusikers Peter Gabriel spielt ebenfalls mit dem Motiv des Olivenbaumes. Olive Tree handelt von einer Reise in die Welt der Gedanken und konkreter in die Welt der Natur, in die der Pflanzen, des Wassers und des Lebens. Der Olivenbaum gilt hier als Symbol für Weisheit und Unsterblichkeit, für Beständigkeit und den Frieden. Das Cover-Artwork der Single zeigt ein Bild von dem Künstler Barthélémy Toguo aus Kamerun mit dem Titel Chroniques avec la Nature, hier wie in dem Song verwischen sich die Grenzen zwischen Mensch und Gewächs, Welt und Gewässer.